# Boucle d'oreille
Pour les articles homonymes, voir Boucle d'oreille (homonymie).

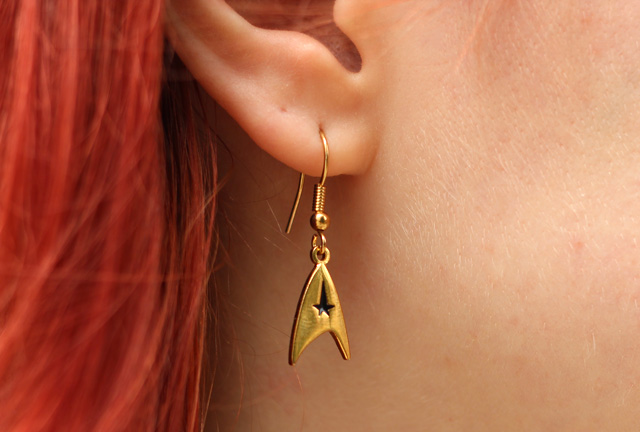
Une oreille ornée d'une boucle.

Une boucle d’oreille est un bijou ornant le pavillon de l’oreille, le plus souvent au niveau du lobe. Il se porte traditionnellement par paires et implique généralement d'avoir les oreilles percées.
Du Néolithique à nos jours, des boucles d'oreilles ont été portées à de nombreuses époques et sur tous les continents, par des femmes comme par des hommes. Leur popularité a fluctué au cours de l'Histoire, notamment du fait de la modification corporelle qu'elles impliquent. Leur style, leur forme et leurs dimensions ont évolué avec les techniques de joaillerie, mais également sous l'influence de la mode (notamment des coiffures) et de la portée symbolique associée à ce bijou.
Souvent associé à la féminité, les boucles d'oreilles sont de nos jours le bijou le plus porté par les femmes.

## Histoire

### Traces archéologiques

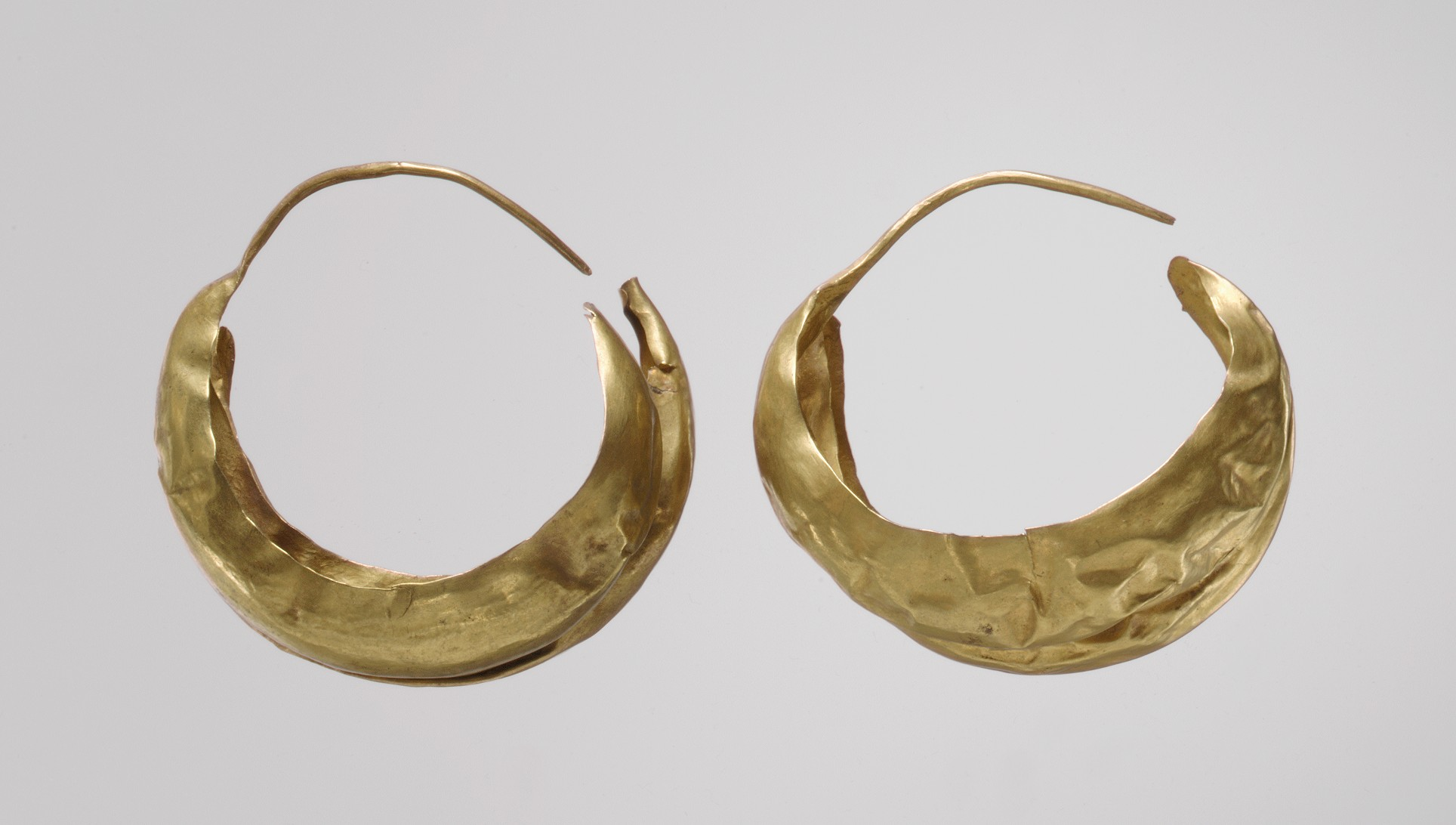
Boucle d'oreille de Mésopotamie, IIIe millénaire av. J.-C..
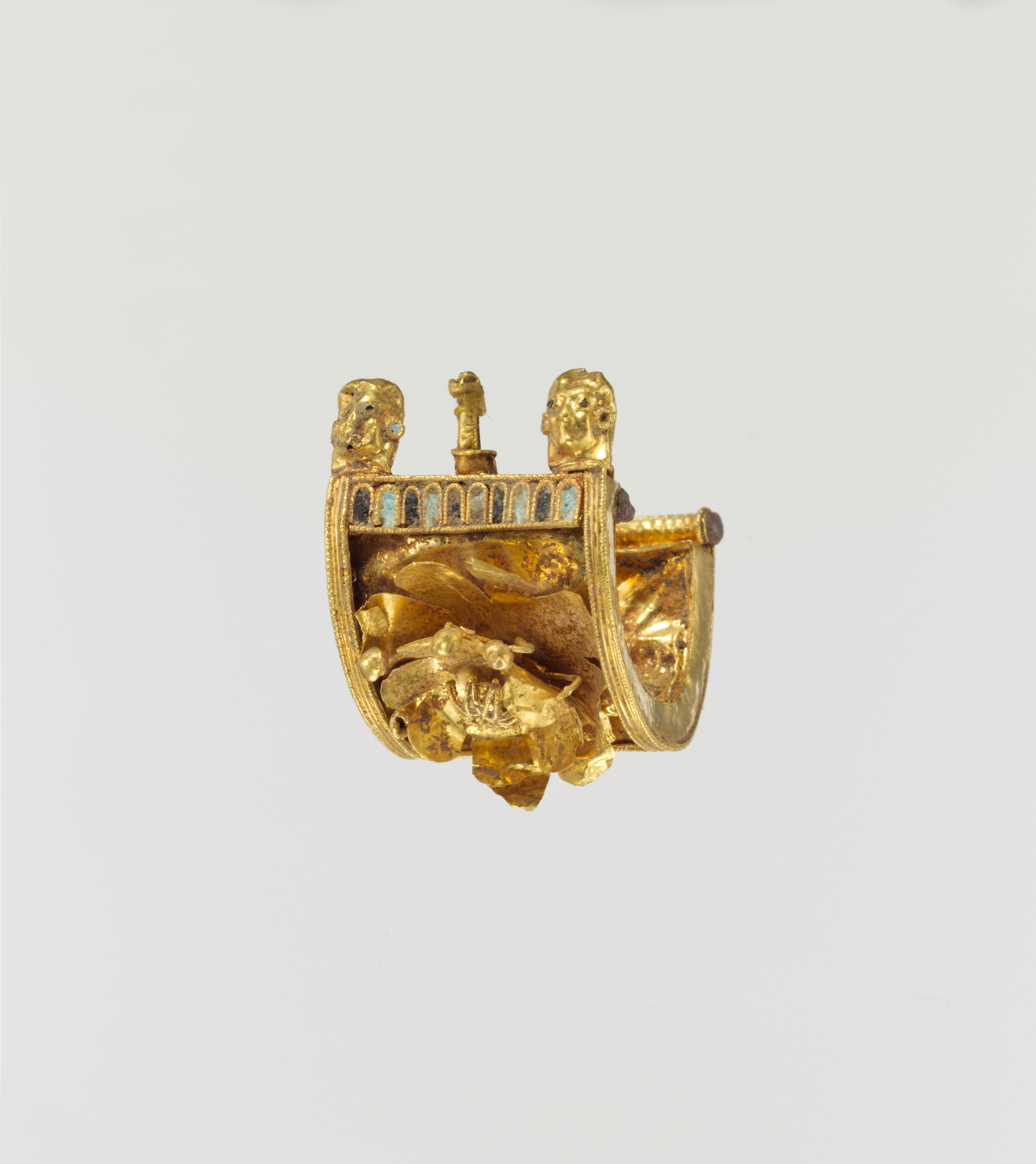
Style baule, typique de la civilisation étrusque, VIe siècle av. J.-C.
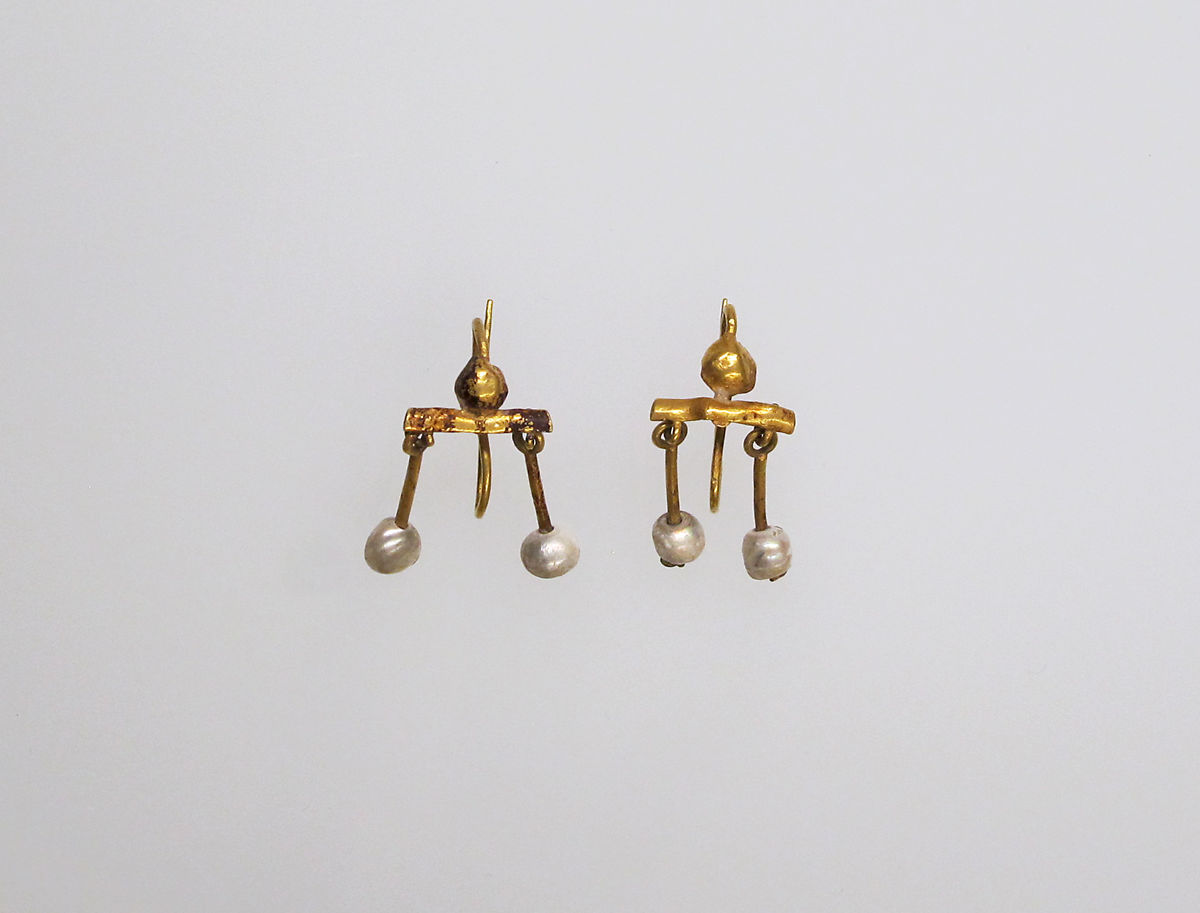
Une paire de crotalia, modèle très populaires à Rome au Ier siècle.
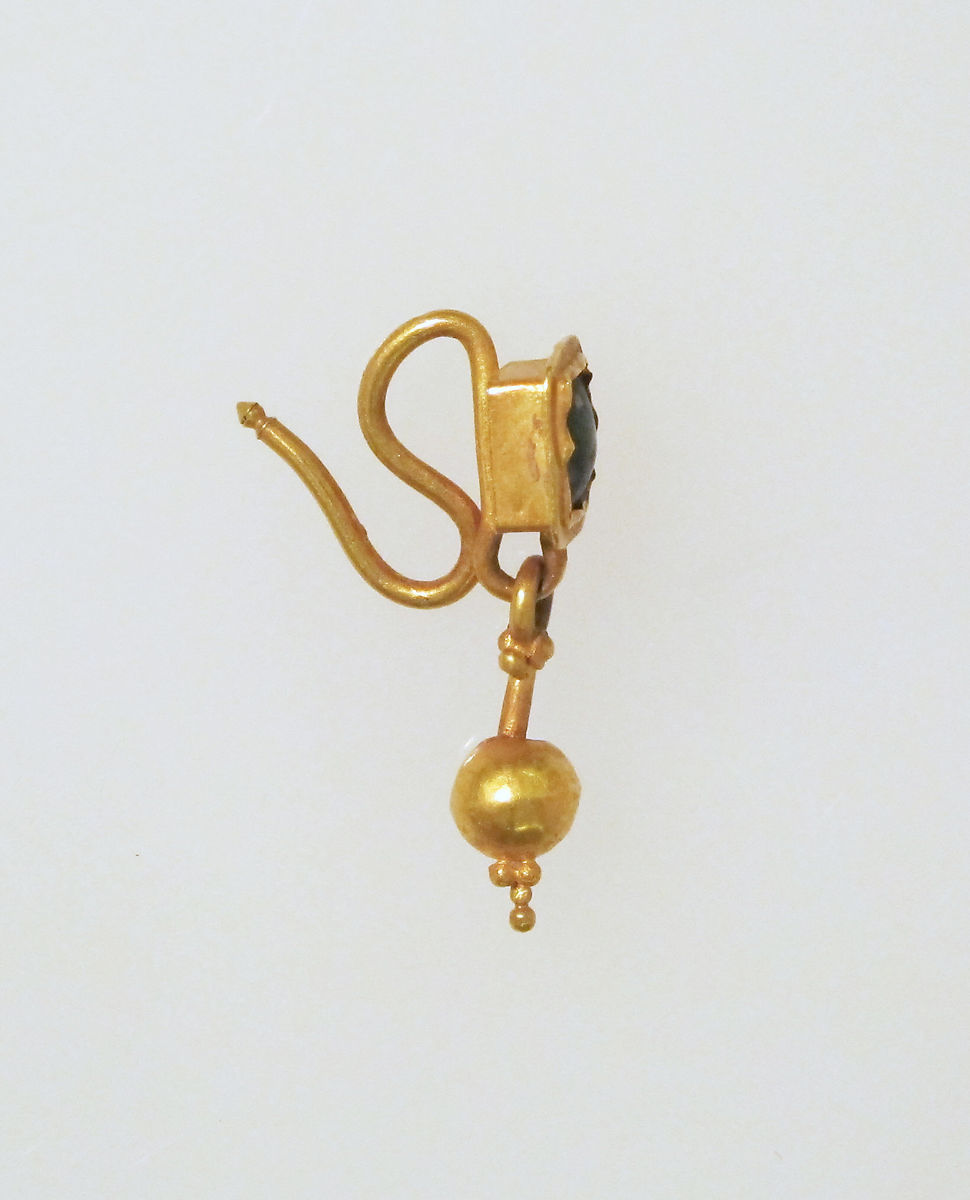
Boucle d'oreille en crochet en S.

Les plus anciennes boucles d'oreille connues à ce jour ont été découvertes sur le site de Chifeng en Mongolie et datent d'environ 8000 ans avant notre ère. Appartenant à la culture Xinglongwa, ces bijoux sont en pierre de jade et de forme hémicirculaire. D'autres exemplaires datant du début de l'âge du bronze (IIIe millénaire av. J.-C.) ont été identifiés dans des sépultures royales à Ur, en Mésopotamie. Ces bijoux sont de petits anneaux d'or travaillés en filigrane, par granulation et par gaufrage.
Au cours du IIe millénaire av. J.-C., les boucles d'oreille semblent avoir été populaires dans les civilisations minoenne et mycénienne. Plusieurs matériaux sont utilisés, notamment le cuivre, l'étain et l'ivoire. La seconde moitié du millénaire signe l'apparition des premières boucles d'oreille articulées, constituées d'un anneau et d'un pendant.
À partir du VIIIe siècle av. J.-C., les boucles d'oreille apparaissent en Grèce sous la forme de croissants travaillés en filigrane et par granulation. Les motifs se diversifient au cours des trois siècles suivants par l'ajout de pendentifs et de pierres précieuses. Le style baule apparaît au VIe siècle av. J.-C. dans la civilisation étrusque. Ces boucles d'oreille ont une forme hémicylindrique et sont souvent décorées par granulation ou l'ajout d'émail, de verre ou d'ambre. Les boucles d'oreille en forme de disque restent populaires à Rome pendant plusieurs siècles. Les techniques de filigrane, de gaufrage et d'opus interrasile sont fréquemment employées.
Ier siècle av. J.-C., les boucles d'oreille en Inde sont probablement des attributs royaux. Très travaillées et particulièrement lourdes, celles-ci sont maintenues par pincement du lobe. Étant donné leur poids, il est probable qu'elles aient distendu le lobe et reposé sur les épaules du porteur, comme l'illustrent les statuettes de l'époque. Contrairement à d'autres cultures, les boucles d'oreilles n'auraient pas été transmises de génération en génération, mais refondues à chaque décès pour éviter la transmission du karma.
À partir du Ier siècle, les boucles d'oreille gagnent en complexité, notamment via l'apparition de nouveaux motifs comme le crochet en S et les crotalia. Plusieurs types de fermoirs datent de cette époque, notamment fermoir en œil et crochet (en) et le crochet libre.
Les crotalia ("grelots") jouissent d'un engouement inégalé dans l'empire Romain dès cette époque. Ces boucles d'oreille, synonymes d'un haut rang social, sont constitués de deux perles pendantes dont la particularité est de tintinabuller lorsqu'on les porte,. Les boucles d'oreille en delta et les petits anneaux munis de pendants restent populaires à cette époque.
À la même époque, les affaires florissantes de l'Empire parthe favorisent l'apparition de boucles d'oreilles en or très travaillées. Les pendants en forme d'amphores sont typiques de cette époque.

### Epoque Byzantine et Moyen-Âge

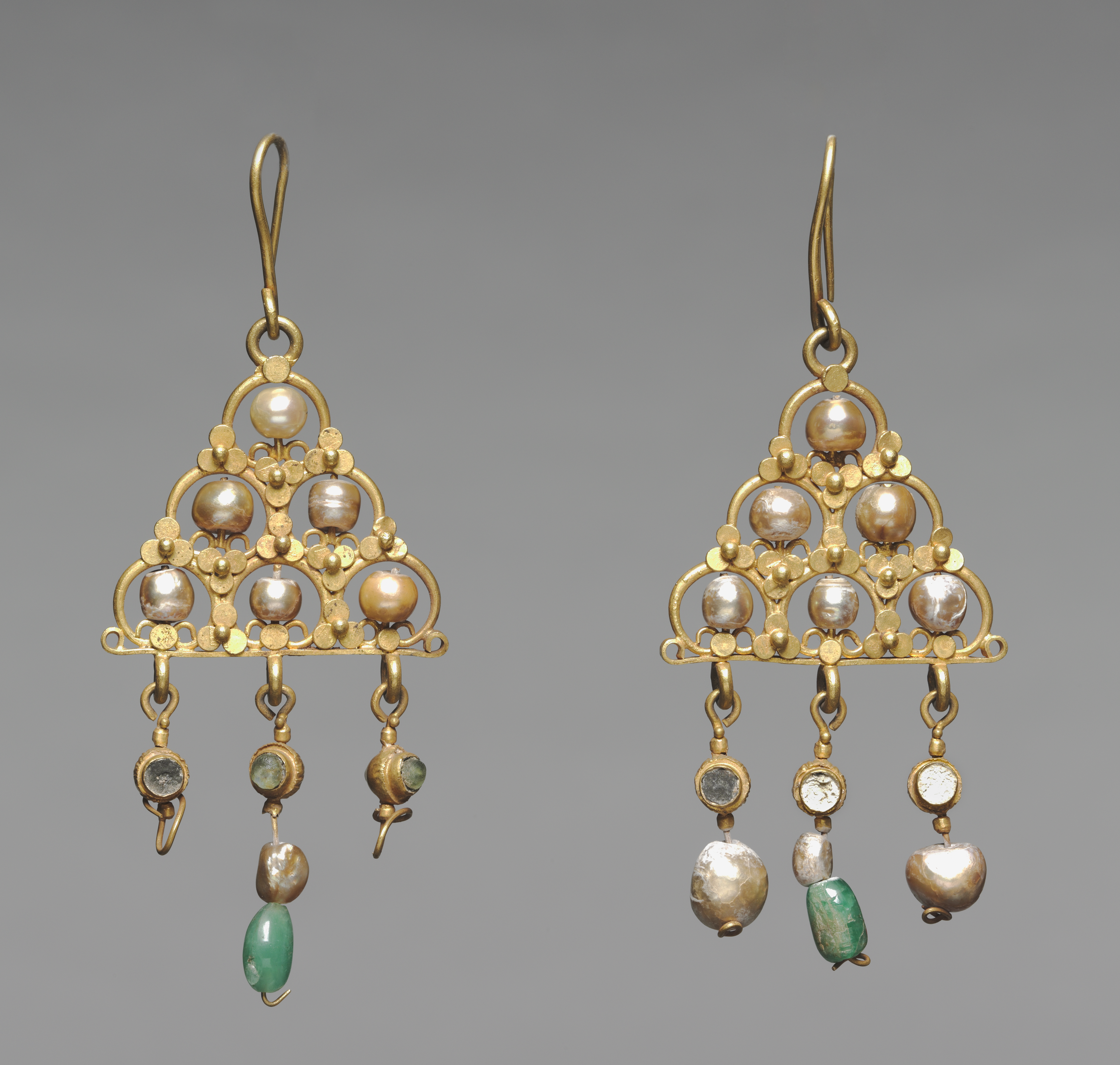
Modèle courant de l'art byzantin au VIe siècle.
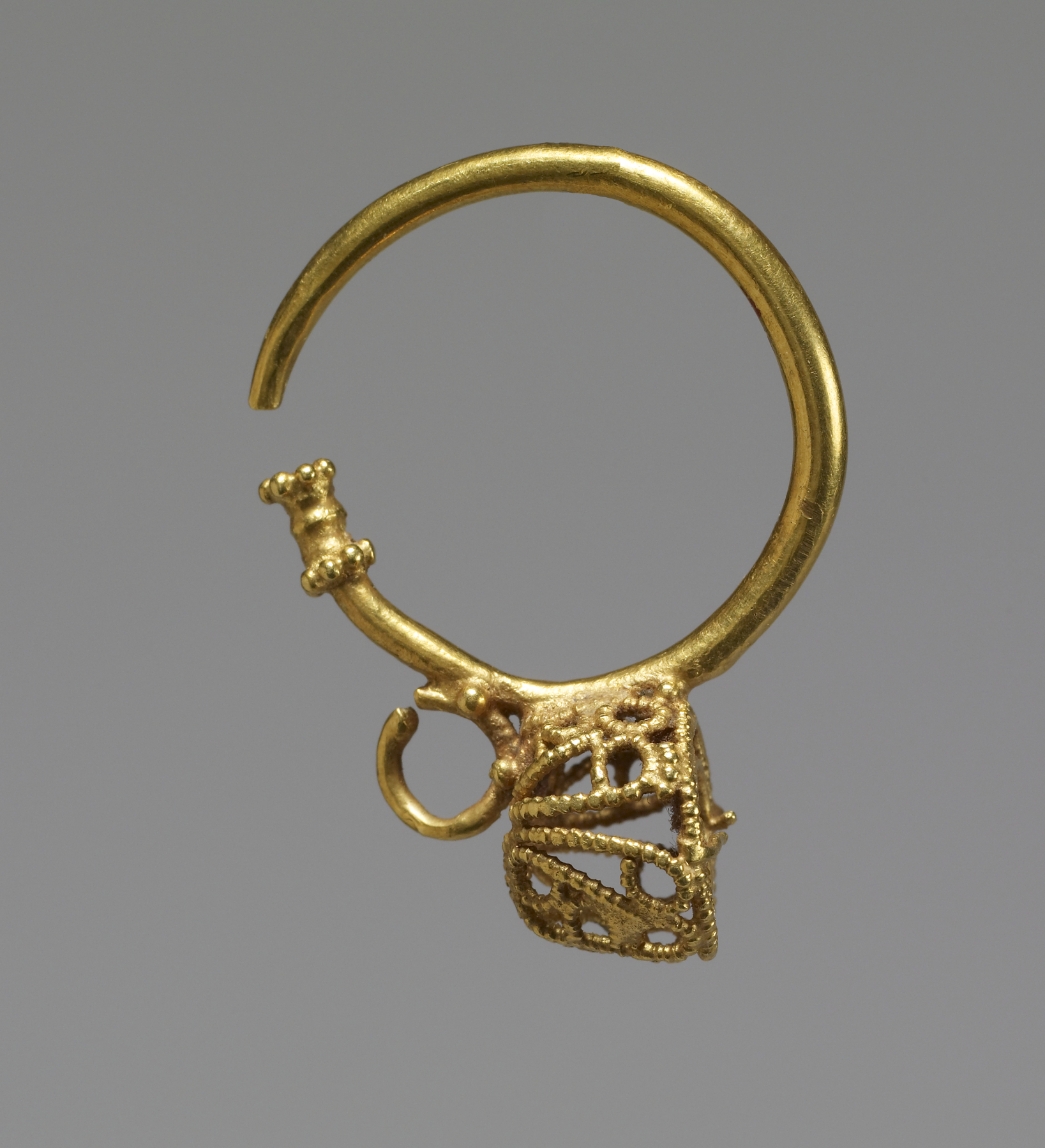
Un panier, boucle d'oreille typique des Lombards au VIe siècle.
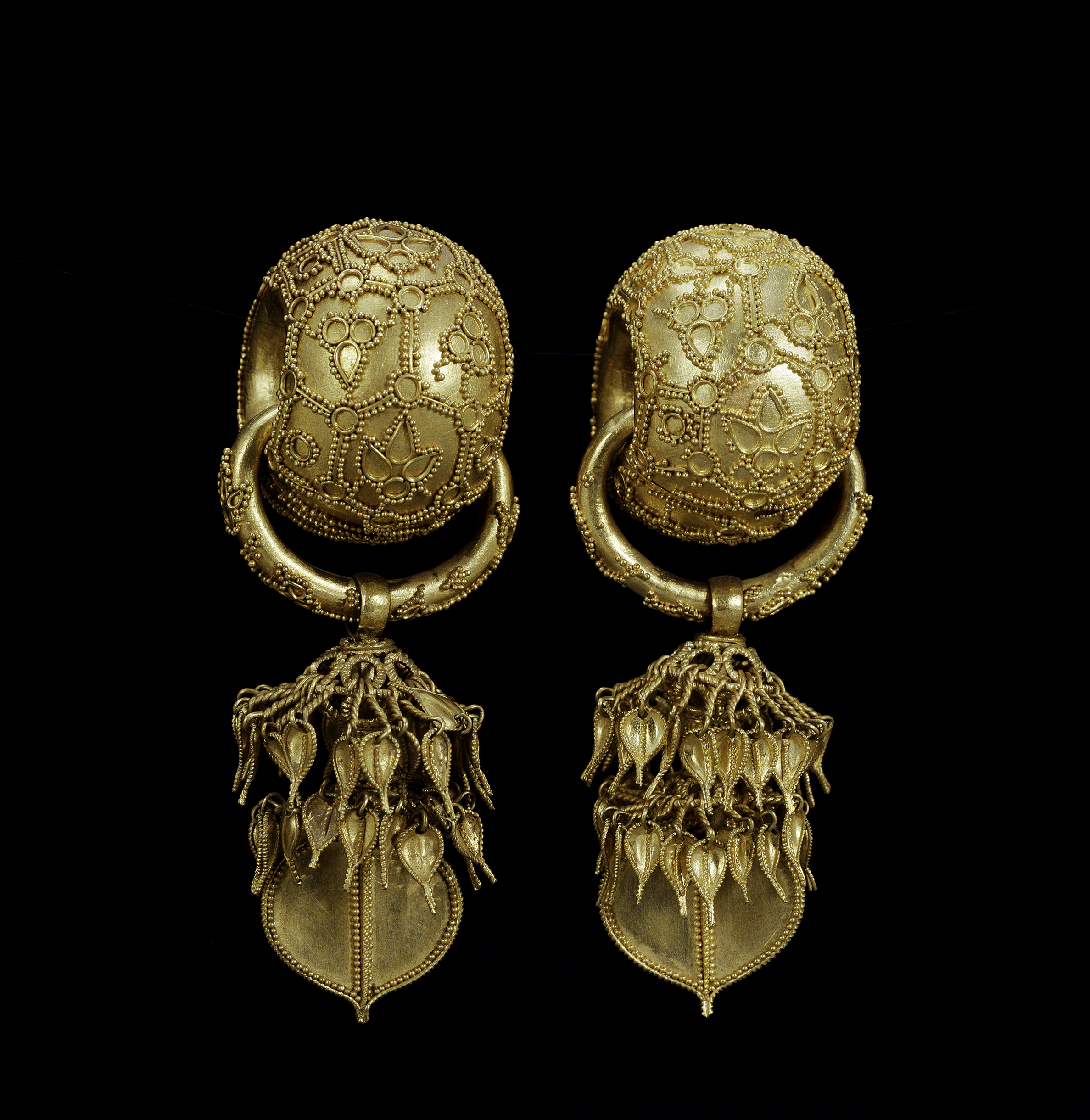
Paire de boucles d'oreilles en or trouvées dans la tombe Pubuchong, or, VIe siècle, longueur 8,7 cm, Musée national de Corée

La chute de l'Empire Romain conduit à une presque disparition de la boucle d'oreille.
Les rares modèles de l'époque subsistent dans l'Empire Byzantin et s'inscrivent dans la continuité de l'Antiquité. Les demi-lunes ornées de motifs d'oiseaux et les symboles chrétiens sont les plus fréquents. Déjà présentes à l'époque byzantine, les boucles d'oreille en panier se démocratisent en Italie avec l'arrivée des Lombards. Elles intègrent rapidement la tenue traditionnelle des femmes.
Au cours du Moyen Âge, particulièrement entre XIe siècle et XVIe siècle, les boucles d'oreille disparaissent complètement d'Occident. La tendance aux longues chevelures, aux coiffures recouvrant les oreilles et l'essor du capuchon participent à les rendre invisibles, et, partant, inutilisées,. De plus, le perçage de l'oreille est mal accepté dans la tradition chrétienne et les  lois somptuaires interdisent aux femmes de porter des tenues trop élaborées. Les boucles d'oreilles deviennent un signe d'exclusion imposé aux prostituées et aux femmes juives.

### Renaissance,XVIIeetXVIIIesiècles

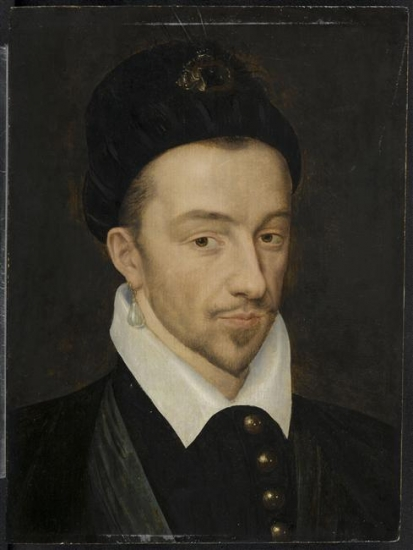
Portrait de Henri III portant une boucle d'oreille.
Un exemples de girandoles.
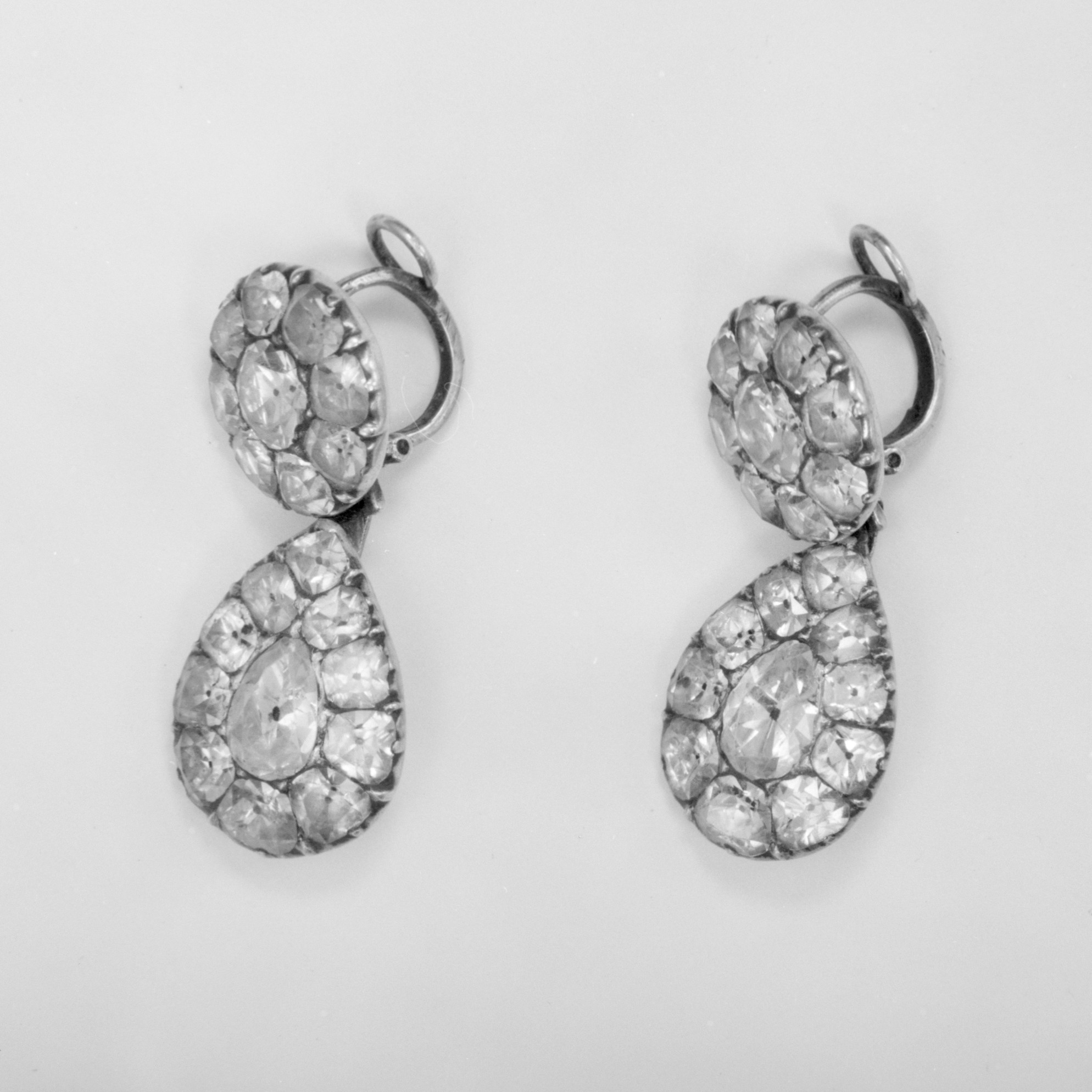
Une paire de pendeloques.
Une paire de poissardes.

Les boucles d'oreille réapparaissent en Italie au début du XVIe siècle sous la forme d'un anneau muni d'une perle en pendentif, parfois complétée d'un ruban assorti à la robe. À la même époque, les boucles d'oreille sont à la mode en Espagne, principalement en accompagnement d'autres bijoux d'une même parure. En Espagne, puis en France et en Angleterre, il devient fréquent pour les hommes d'avoir les oreilles percées.
Le début du XVIIe siècle marque l'apparition de la girandole, une boucle d'oreille en forme de chandelier à trois branches, d'où sont attachés trois pierres en forme de goutte. Les modèles les plus anciens, souvent décorés d'émail sont progressivement remplacés par des pierres précieuses.
Au cours du siècle, les trois pierres des girandoles se voient progressivement remplacées par un unique pendentif en forme de poire pour former un nouveau genre de boucle d'oreille, les pendeloques. Ces boucles sont particulièrement lourdes, si bien qu'elles sont parfois munies de rubans et de crochets destinés à reporter la charge sur les cheveux ou la partie supérieure de l'oreille,.
En France, la Révolution française conduit à un changement brutal de mode. L'abolition des corporations et la raréfaction des pierres précieuses conduit à la création de bijoux plus modestes. De plus, le style ostentatoire des bijoux de l'Ancien Régime cohabite mal avec les principes égalitaires de la République. Ce climat favorise l'apparition de boucles d'oreille économiques, fines et plates : les poissardes. Maintenues par un crochet verrouillé sur la face avant, ces boucles d'oreille sont parfois ornées d'émail ou de pâte de verre.

### XIXesiècle

Un exemplaire de dormeuse.
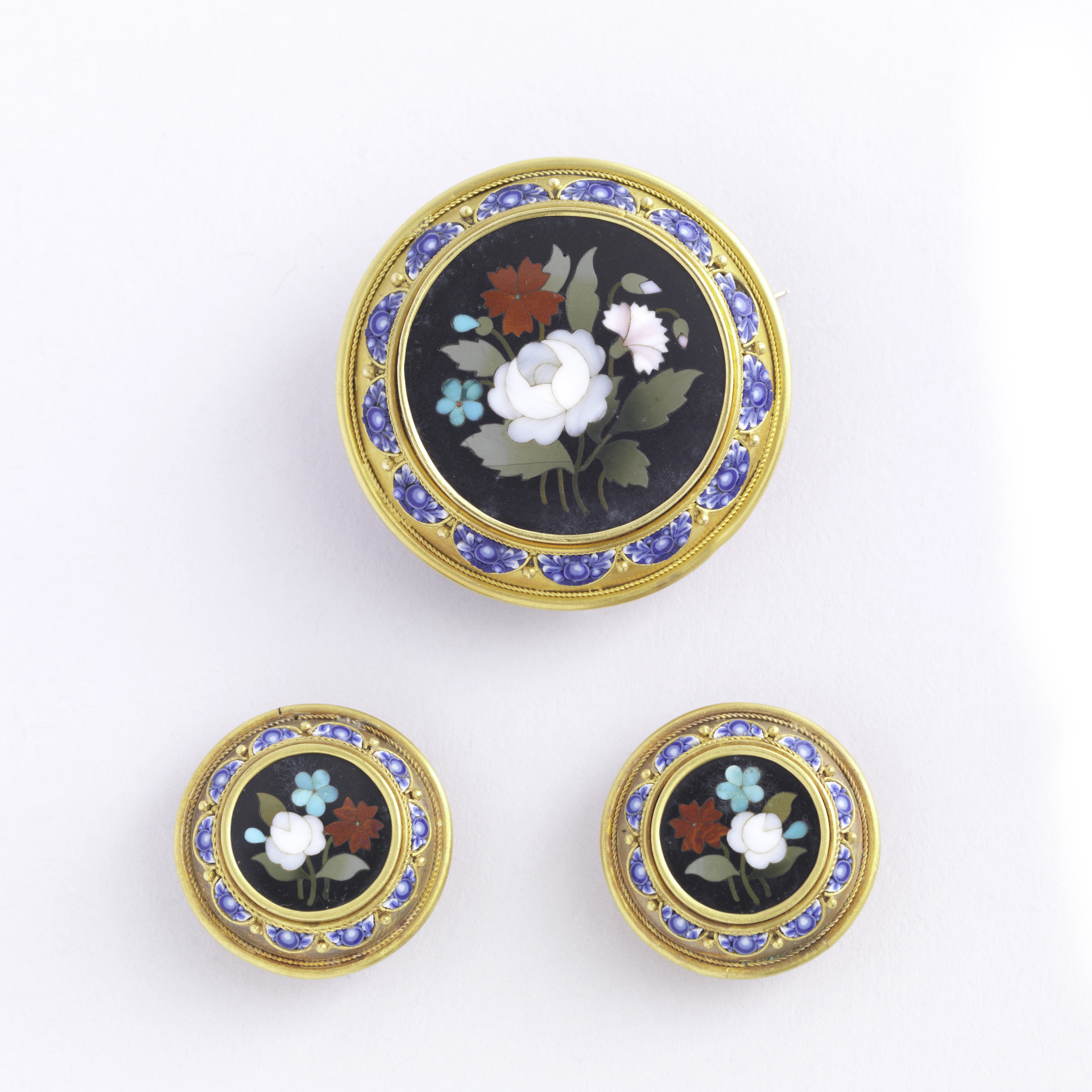
Une parure de mosaïque florentine, vers 1860.
Un motif à franges, typique de l'époque victorienne.

Le sacre de Napoléon Ier marque le retour de parures de bijoux très démonstratives. Les girandoles et pendeloques réapparaissent en version allégée grâce au travail en filigrane et en cannetille. Les boucles d'oreille tendent à s'allonger et atteignent le niveau des épaules dans les années 1830.
Le style repoussé apparaît à cette époque. Conçues à partir de feuilles d'or travaillées par gaufrage, ces boucles d'oreille sont particulièrement légères et bon marché. Très économe en or, le style repoussé remplace rapidement les boucles d'oreille en cannetille.
Entre les années 1840 et 1850, le retour de coiffures couvrant les oreilles et la popularité des tiares éliminent temporairement la boucle d'oreille de la tenue de soirée. À cette période apparaît la dormeuse, une boucle d'oreille de très petite taille, proche des puces actuelles. Portée la nuit, son unique rôle est d'empêcher l'étrécissement du trou.
Les boucles d'oreille réapparaissent à partir de 1850 à l'initiative de la reine Victoria qui prend l'habitude de porter en public des pendants volumineux. Les bijoux de l'époque sont d'une grande variété, frivoles et humoristique. Du burlesque au décalé, toutes sortes de motifs curieux sont portés en boucle d'oreille.
L'époque victorienne voit également d'importantes découvertes archéologiques qui conduisent à un regain d'intérêt pour les formes classiques. Des crotalia et des baule sont de nouveau fabriquées et les thèmes de l'Antiquité (tête de bélier, amphores) refont surface. Les camées et les micromosaiques deviennent également des boucles d'oreille fréquentes. À tous les motifs de l'époque sont souvent ajoutées des franges faites de chaînettes métalliques très fines.
Vers 1890, le perçage des oreilles perd en popularité et se voit rapidement remplacé par les boucles d'oreille à vis.

### XXesiècle

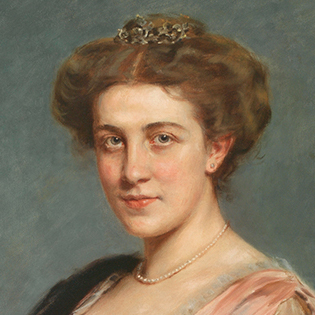
Le styles typique des années 1910: coiffure haute et puces d'oreille.
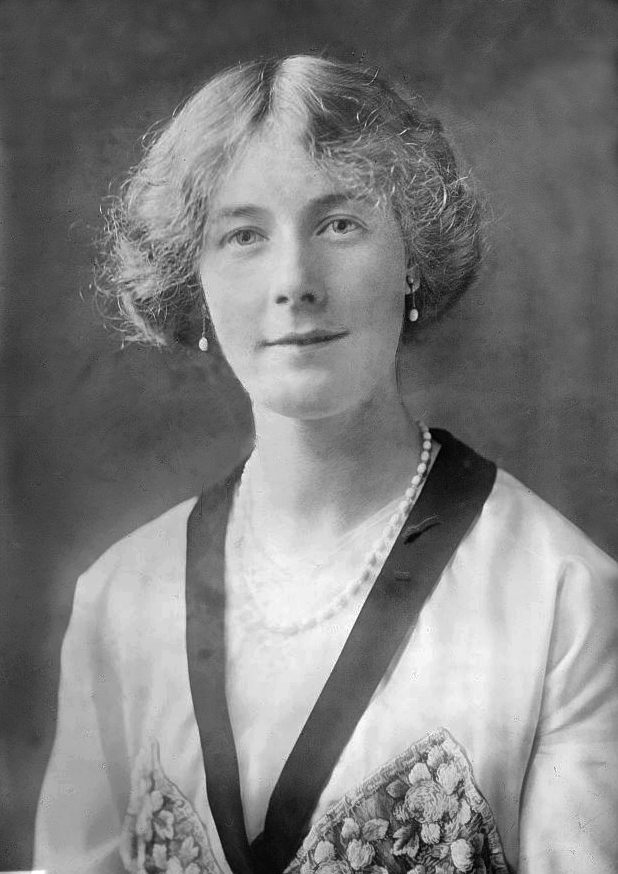
Femme portant des top and drop, 1913.
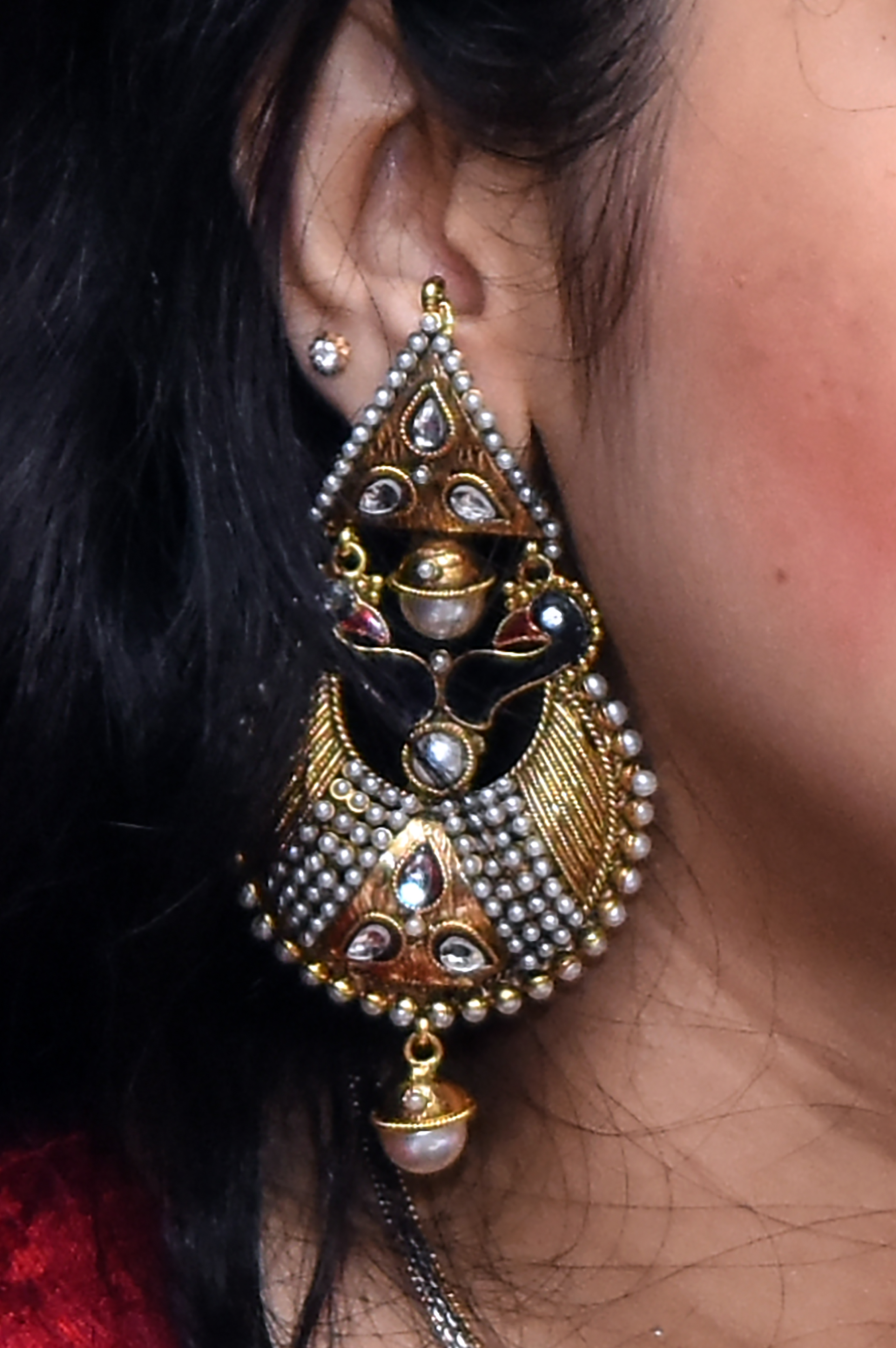
Porter plusieurs boucles par oreille est une pratique courante au XXIe siècle.

Au début du XXe siècle, l'idéal féminin incarné par les Gibson Girls conduit à l'apparition de coiffures hautes qui découvrent les oreilles. Les longs pendants disparaissent pour laisser place à des boucles d'oreille de plus petite taille, les top and drop et les puces. Ces dernières, très courantes de nos jours, sont constituées d'une simple perle ou pierre donnant l'illusion de flotter sur le lobe.
Vers 1910, Louis Cartier développe les premiers sertis sur platine, un métal plus dur que l'or permettant de créer des structures à la fois fines et résistantes. C'est la naissance du style guirlande, caractérisé par des formes néoclassiques éthérées, souvent chargées de diamants.
Au sortir de la Première Guerre mondiale, le mouvement Art déco conduit à une révolution de la bijouterie, tant au niveau des matériaux utilisés que des techniques. Les boucles d'oreille prennent des couleurs très vives grâce au mélange de nouveaux matériaux tels que corail, la jade et le cristal de roche. Les formes sont géométriques et souvent inspirés par l'Asie ou l'Égypte. De nouvelles techniques de joaillerie, comme le serti invisible développé par Van Cleef & Arpels donnent naissance aux bijoux pavés de diamants. La tendance aux coiffures très courtes favorise l'apparition de boucles d'oreille pendantes et de grandes dimensions. Ces bijoux, lourds et fragiles, conduisent au développement du fermoir alpa, un mécanisme de ressort plus efficace que le traditionnel fermoir à vis. Le début des années 1930 marque le retour des boucles pour oreille non percées avec l'apparition des fermoirs à clip.
Dans les années 1940, l'or redevient le métal de référence pour les bijoux, le platine étant utilisé à des fins militaires. L'époque est propice à l'apparition de bijoux modestes, souvent conçus à partir de pièces plus anciennes, parfois ornés de pierres synthétiques. Au cours des années 1950, la popularité des perles et du diamant assurent le retour du platine sous la forme de palladium. Ces années signent l'âge d'or des boucles d'oreille à clips, le perçage de l'oreille étant simplement passé de mode. Avec l'apparition du bijou fantaisie, les années 1960 marquent une rupture avec plusieurs siècles de bijoux. Les boucles d'oreille prennent des dimensions extravagantes, s'ornant par exemple de coquillages et d'émail coloré.

Trois boucles d'oreille au niveau du lobe.

Les années 1970 marquent le retour des boucles pour oreille percées. Cette tendance est facilitée par l'apparition d'équipement spécifiquement conçu pour le perçage des oreilles, notamment les anneaux auto-perceurs (ou sleeper) et les pistolets perce-oreille,. Il devient possible de se faire percer les oreilles par les médecins ou directement dans les magasins d'accessoires, généralement sponsorisés par les fabricants de boucles d'oreille. Chez les femmes, les puces (ou clous d'oreille) deviennent très prisées. On observe dans les milieux bourgeois un engouement particulier pour les grosses puces ornées de diamants et de saphirs, sertis avec des chatons à griffe. Les boucles d'oreille regagnent également un certain intérêt chez les hommes, notamment dans les communautés hippie et gay. Dans les deux décennies qui suivent, les boucles d'oreille masculines gagnent les milieux de la musique, du cinéma et du sport.
À partir des années 2000, la démocratisation des modifications corporelles dont le body piercing conduit à de nouvelles tendances. Il devient courant de porter plusieurs boucles par oreille, au niveau du lobe ou du cartilage.

## Dimension culturelle et symbolique
Dans la plupart des sociétés actuelles, les boucles d’oreille sont un élément de la tenue vestimentaire courante. En tant qu’accessoire de mode, elles sont le plus souvent un moyen d’expression personnelle permettant d’ajouter une touche de coquetterie, de style ou de féminité à l’apparence.
Outre leur dimension esthétique, les boucles d'oreille peuvent avoir une signification symbolique dans divers contextes, notamment religieux et culturels. Elles peuvent ainsi constituer un marqueur social ou matrimonial, témoigner d'une appartenance ou d'un statut particulier au sein d'une communauté donnée, ou être associées à des rites de passage.

### Le perçage des oreilles, une norme sociale

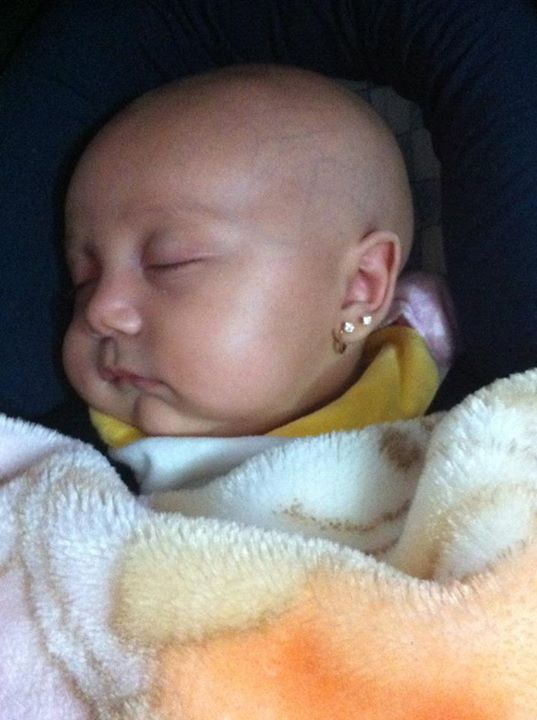
Double perçage d’oreille pour un nouveau-né (Costa Rica, 2012)

Bien qu'il soit difficile d'établir un chiffre précis, des estimations suggèrent qu'environ 80% des femmes dans le monde ont les oreilles percées,. Qu'il soit réalisé dès la naissance ou pour une occasion particulière (anniversaire, fête religieuse ou populaire, etc.), le perçage a généralement lieu durant l'enfance ou l'adolescence. En Europe, il marque souvent le passage à la puberté.
Dans certaines cultures, le fait qu'une femme n'ait pas les oreilles percées peut susciter l'étonnement, voire être considéré comme peu conventionnel. C'est le cas dans certaines régions d'Espagne et dans la plupart des pays d'Amérique latine, où les petites filles ont systématiquement les oreilles percées dès leur plus jeune âge. Cette pratique est couramment réalisée à la maternité,, parfois avant même que la petite fille ne soit présentée à sa mère.

### Un bijou associé à des rites et traditions
Les boucles d'oreille occupent une place importante dans l'hindouisme. Le perçage du lobe fait l'objet d'un rite spécifique, le Karnavedha. Pratiquée en Inde et au sein de la communauté tamoul, cette cérémonie concerne de nos jours essentiellement les petites filles. L'histoire de l'hindouisme a créé des critères de qualités de boucle d'oreille (or, argent) suivant la caste à laquelle l'enfant appartient.
Dans certaines cultures, le perçage des oreilles est fréquemment associé à des fêtes populaires. En Bulgarie notamment, la fête de Blagovets est chaque année l’occasion pour de nombreuses fillettes de se faire percer les oreilles. En effet, selon une croyance populaire, cette date diminue la douleur et assure une meilleure cicatrisation.
Dans certaines régions d'Asie centrale, les boucles d'oreille sont un marqueur visuel de l'état matrimonial. Au Kazakhstan, par exemple, durant la cérémonie syrga salu, équivalente aux fiançailles, la mère du futur marié offre des boucles d'oreille à la fiancée pour symboliser la promesse de mariage. La fiancée est alors invitée à porter ces boucles d'oreille jusqu'au jour du mariage.

### Un symbole de richesse

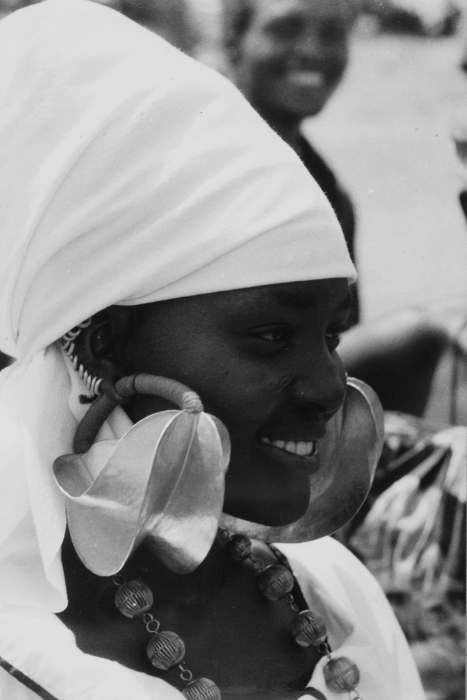
Femme Peule portant des boucles d'oreille traditionnelles.

Dans certaines régions du monde, les boucles d’oreilles peuvent constituer une réserve importante de la richesse du foyer familial. Au Mali notamment, la tenue traditionnelle peul inclut des boucles d'oreille en or massif que la femme reçoit à son mariage ou au décès de sa mère. Au cours de la vie, de l'or est progressivement ajouté au bijou pour symboliser l'accroissement des richesses de la famille. Comme ces boucles peuvent atteindre des masses très importantes (typiquement 250 g), il n'est pas rare qu'elles soient attachée par un cordon à la chevelure pour éviter l'arrachement du lobe,.

## Principaux types de boucles d’oreille
Les boucles d'oreille contemporaines sont généralement constituées d'une partie ornementale et d'un système de fixation. La plupart des modèles impliquent d'avoir les oreilles percées, mais il existe des alternatives pour les personnes ne pouvant ou ne souhaitant pas se faire percer les oreilles.

### Les puces d’oreille
Les puces (ou clous) d'oreille ont la particularité d'être fixées à l'oreille de manière invisible, donnant ainsi l'impression que le bijou flotte sur le lobe. Souvent ornées d’une petite pierre, d’une perle ou d’un motif en métal précieux, leur poids n’excède généralement pas quelques grammes.
Ce type de boucle d'oreille s'attache au moyen d'une courte tige traversant le lobe. Le bijou est maintenu par un fermoir à friction glissé sur la tige et caché derrière l'oreille. Plusieurs types de fermoirs existent, le plus répandu étant la poussette belge, aussi appelée papillon. Les fermoirs Alpa ou Guardian constituent une alternative plus sécurisée. Par ailleurs, lorsque la tige est filetée, elle peut être associée à un fermoir à vis. Ce type de fermoirs est généralement conseillé pour les enfants en bas âge.

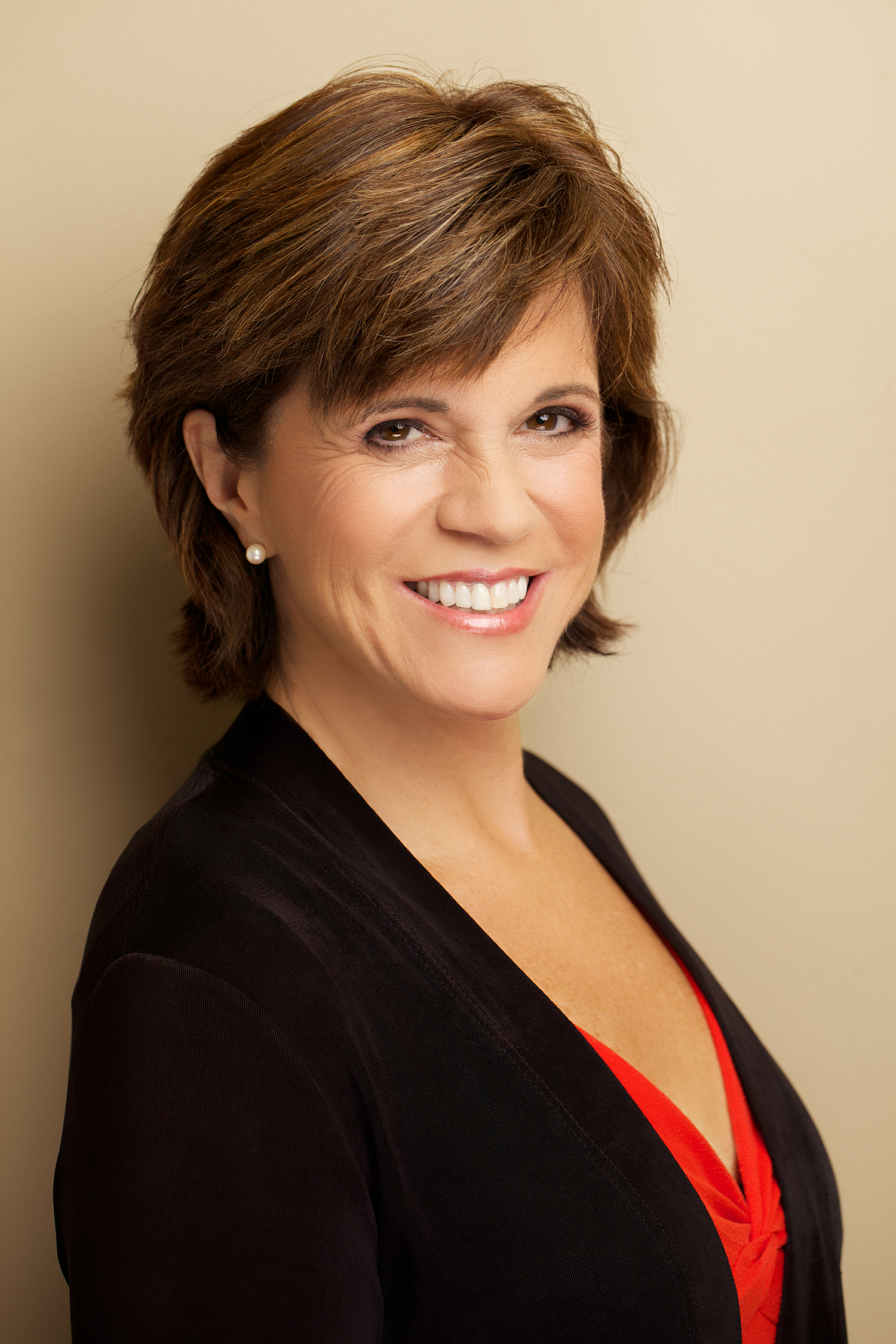
Une femme portant des puces d'oreille
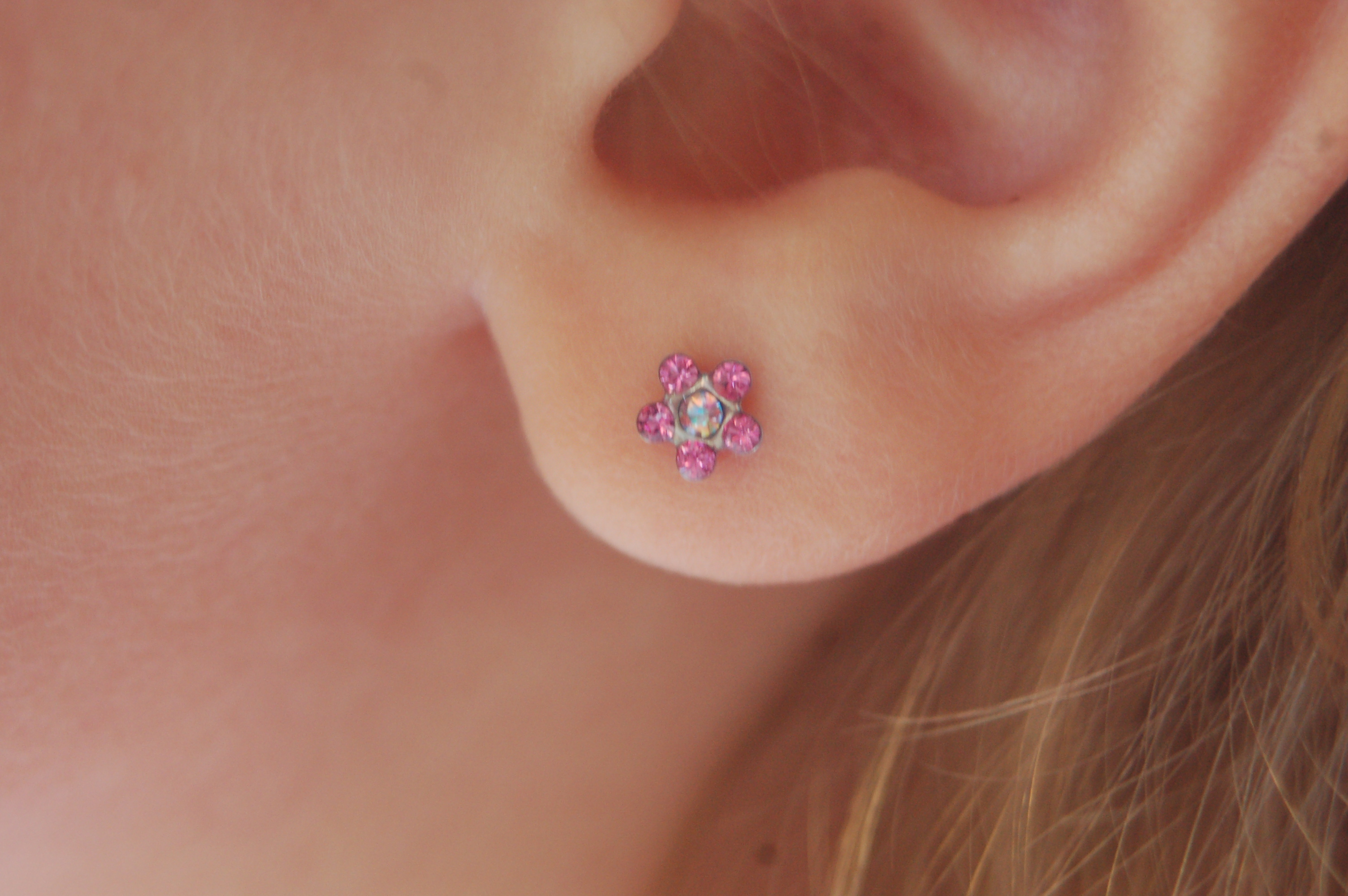
La puce d'oreille donne l'impression de flotter sur le lobe
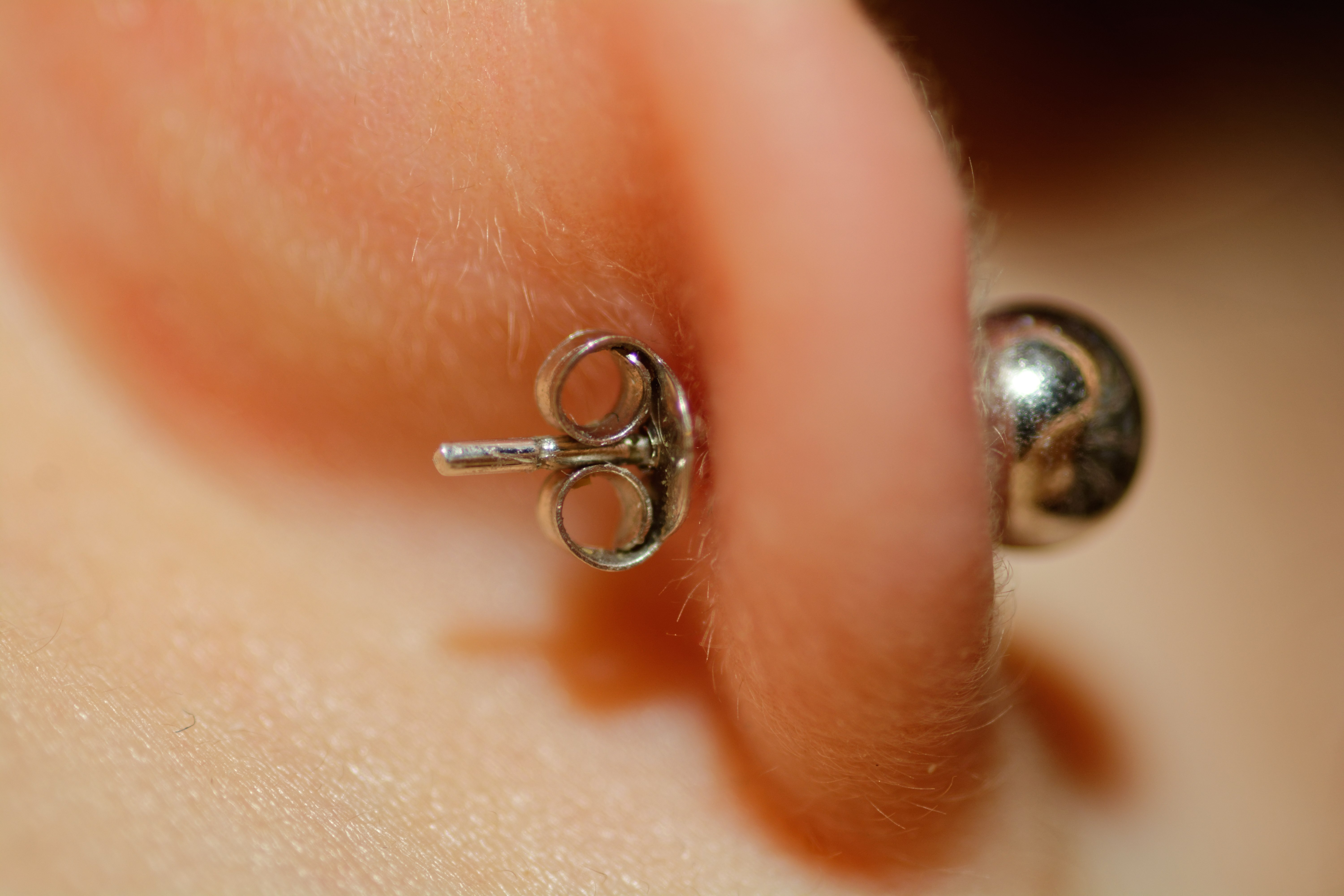
Détail d'une puce d'oreille munie de son fermoir papillon

### Les créoles
Les créoles sont des boucles d'oreille en forme d'anneau. Comme pour les puces d'oreille, il existe différents types d'attache. Les anneaux de faible diamètre peuvent être directement passés au travers du lobe. D’autres types de fermoirs pour oreille percée incluent une charnière permettant de verrouiller le bijou sur le lobe. On compte ici les brisures ainsi que les fermoirs russes et fermoirs catalans
.
Des systèmes à ressort permettent également aux personnes n'ayant pas les oreilles percées de porter des anneaux. Le lobe est alors pincé entre les face avant et arrière du bijou.

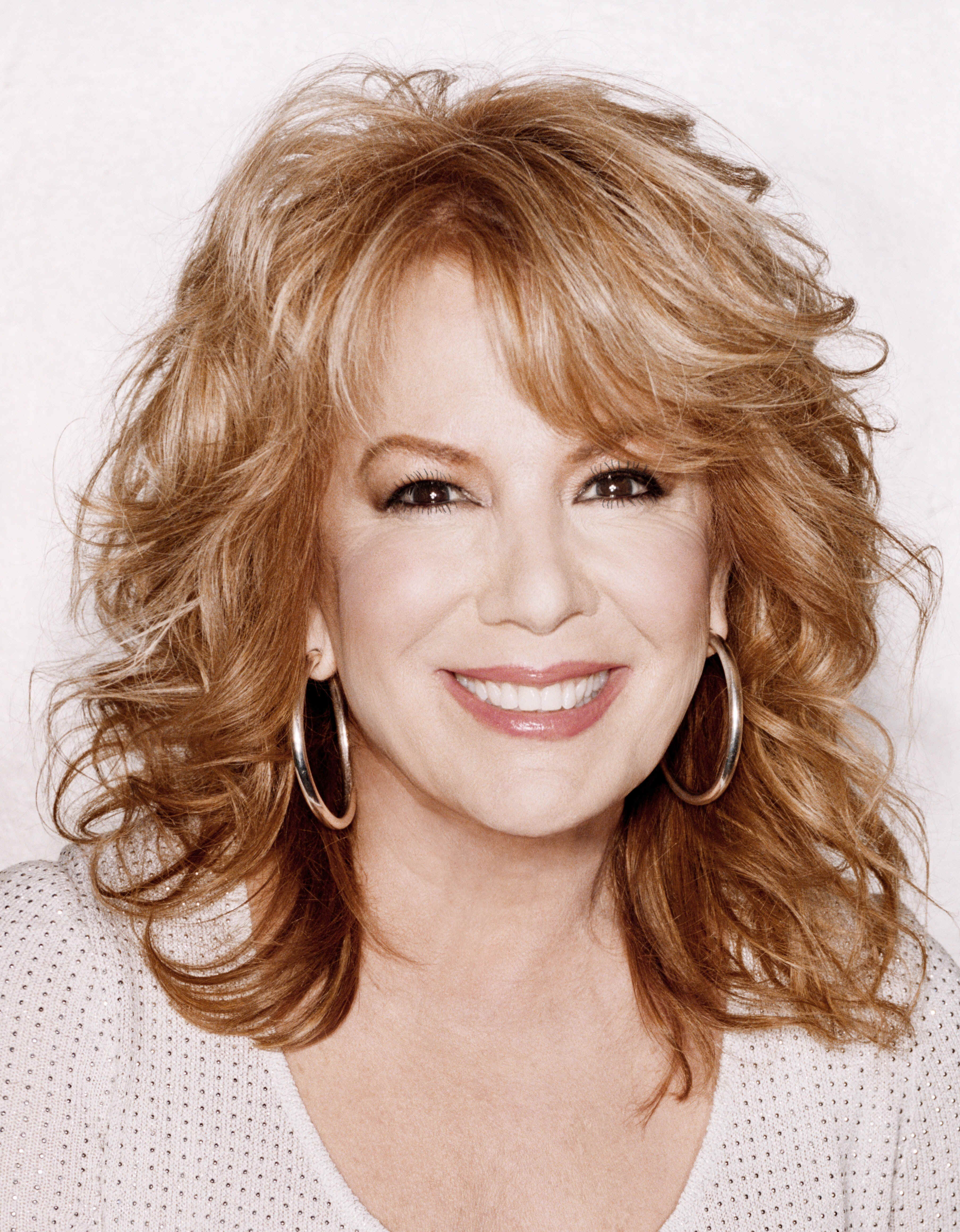
Une femme portant des créoles
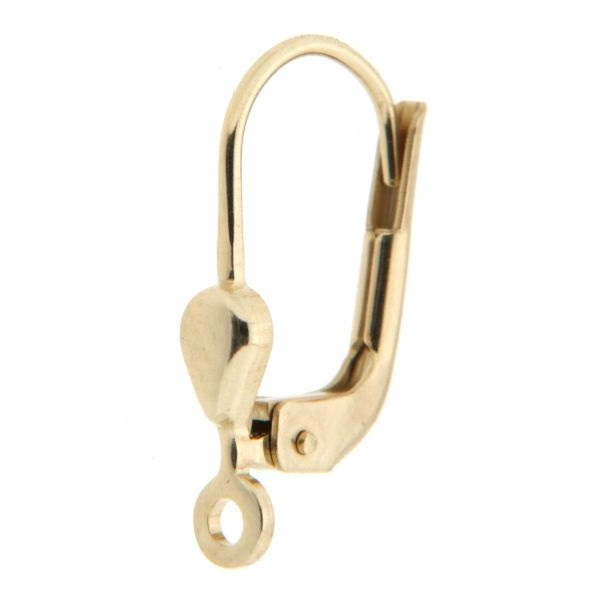
Une attache de type brisure.

### Les pendants d'oreille
Les pendants d'oreille sont des boucles d'oreille dont le motif décoratif dépasse du lobe. Certains modèles ont été particulièrement populaires par le passé, par exemple les girandoles et les pendeloques au XVIIe siècle, et les poissardes au XIXe siècle.
Les pendants d'oreille peuvent être montés sur de nombreux types de fermoirs. Les crochets sont le système le plus simple, souvent utilisé pour les bijoux fantaisie. Cette attache, qui consiste en un simple arceau métallique passé au travers du lobe et recourbé pour épouser la forme de l'oreille, peut être complétée d'un fermoir à friction pour limiter les risques de perte du bijou. D'autres types de fermoirs précédemment mentionnés (brisures, fermoir catalan ou russe) sont également courants.

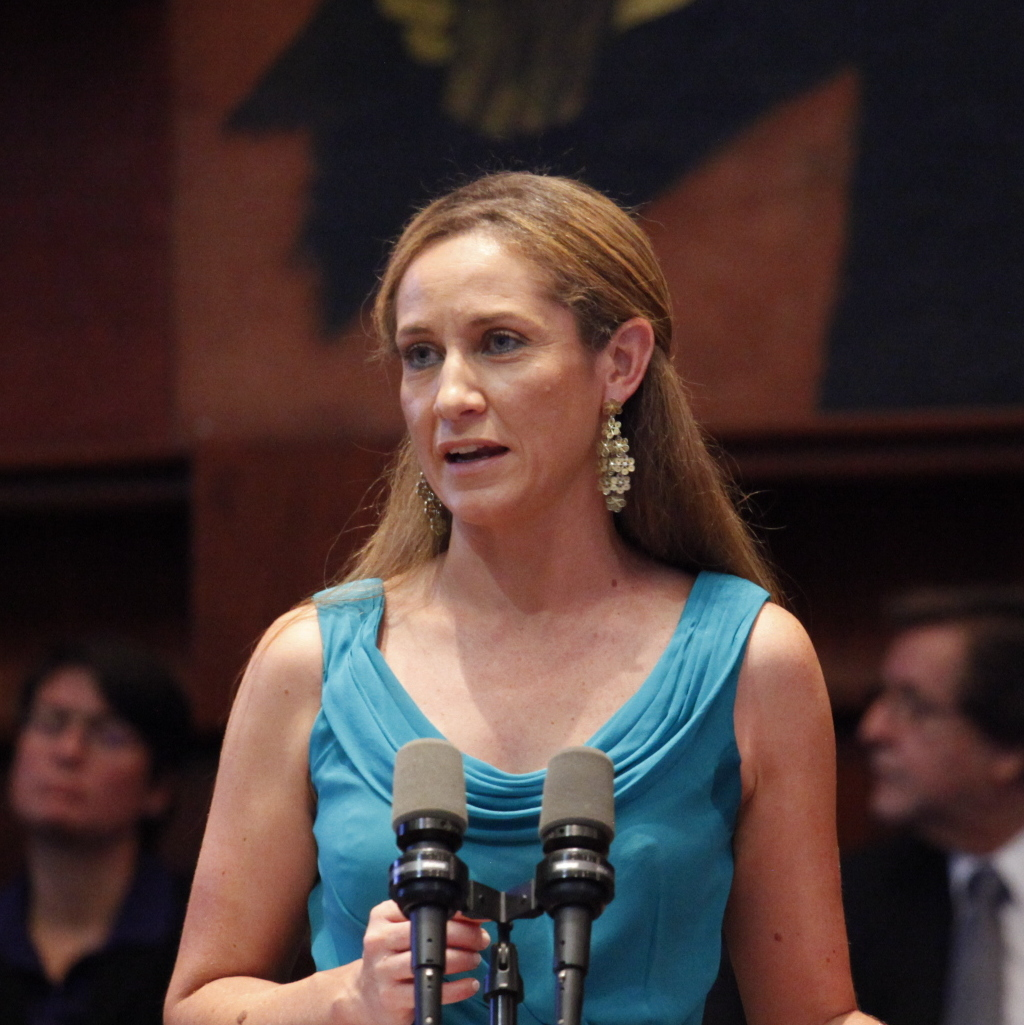
Une femme portant des pendants d'oreille.
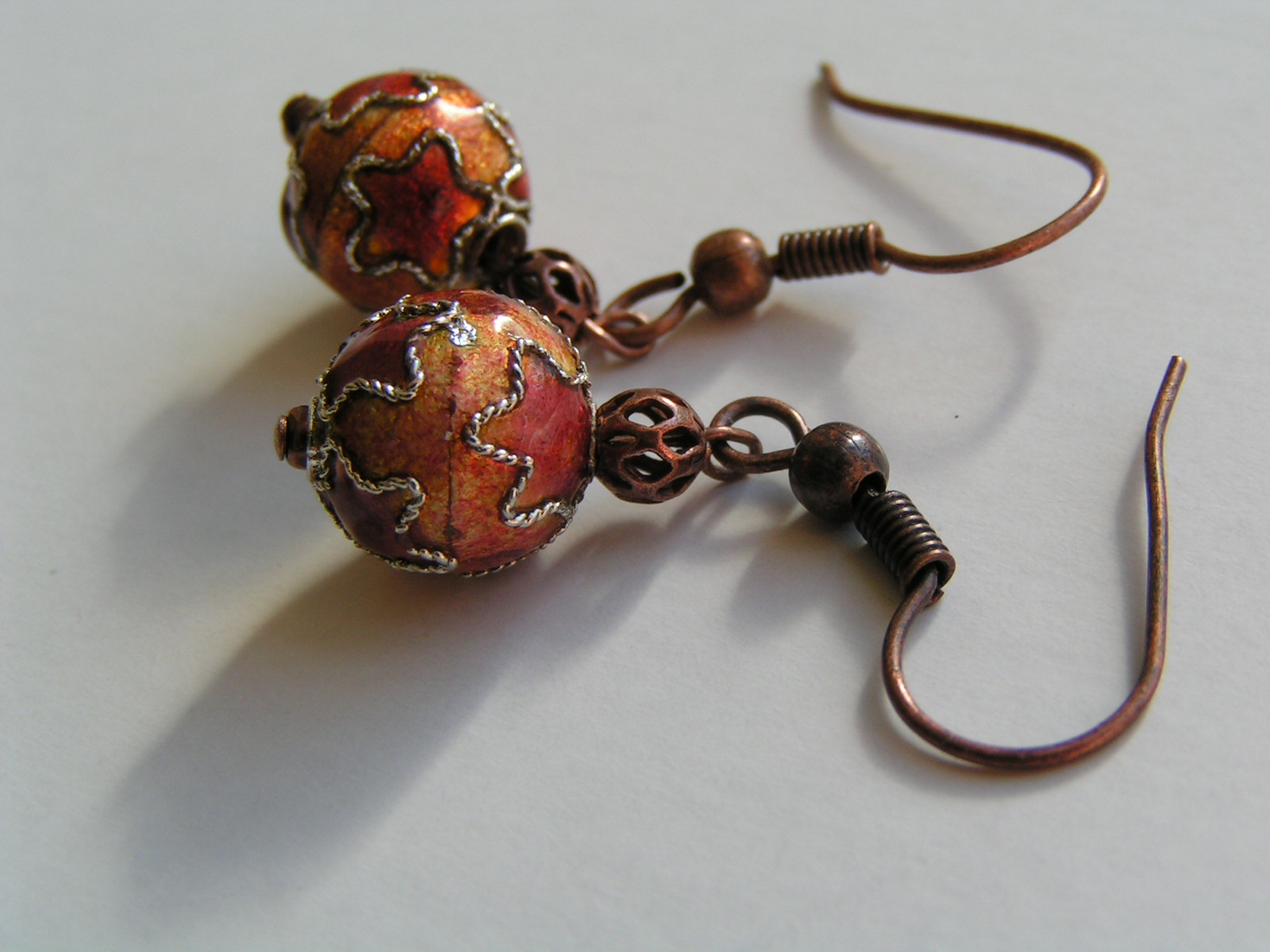
Crochets d'oreille.

### Les clips d'oreille
Les clips constituent un type de boucle d'oreille spécifiquement conçu pour les oreilles non percées. Apparu au cours du XXe siècle, ce modèle est constitué d'une charnière et d'un ressort permettant de pincer le lobe. Particulièrement courant jusqu'aux années 1950, ce type d'attache progressivement disparu au profit des boucles pour oreille percées.
Le perçage des oreilles étant de nos jours largement généralisé, cette attache est plutôt destinée aux enfants et rarement proposée sur des bijoux neufs. Les autres types d'attaches pour oreille non-percées (par exemple à vis ou à aimant) subissent le même sort.

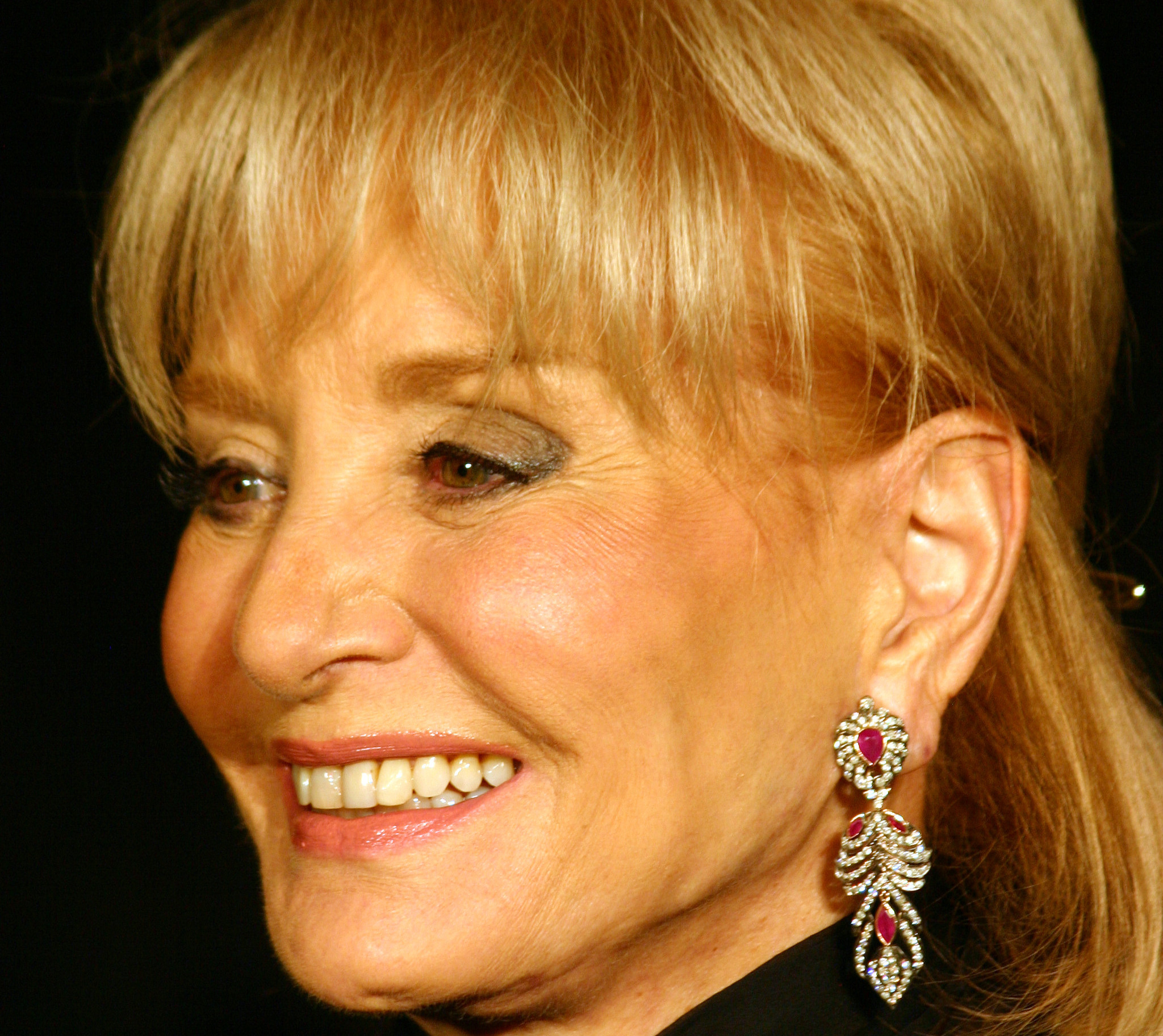
Une femme portant des clips d'oreille
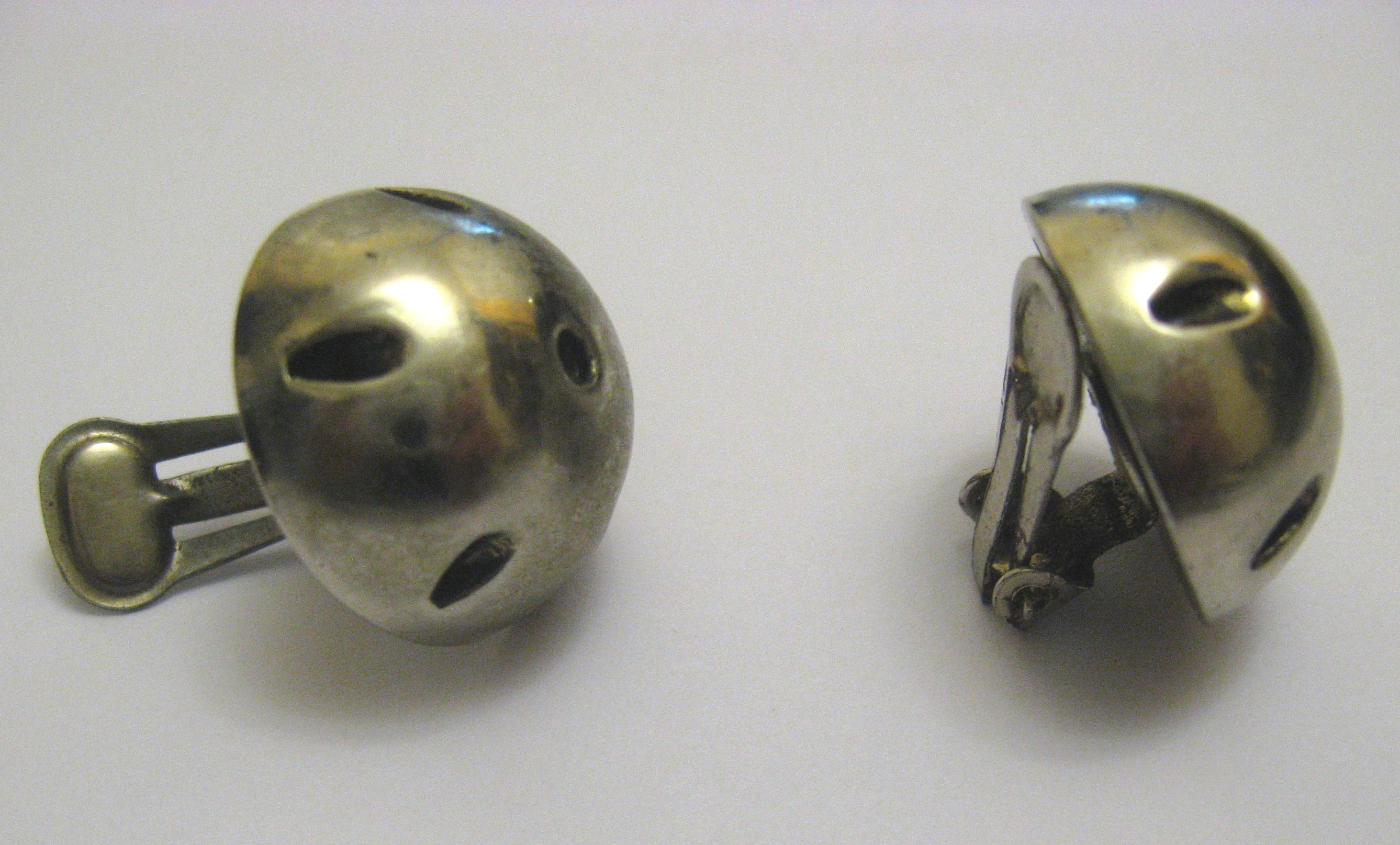
Clips d'oreille
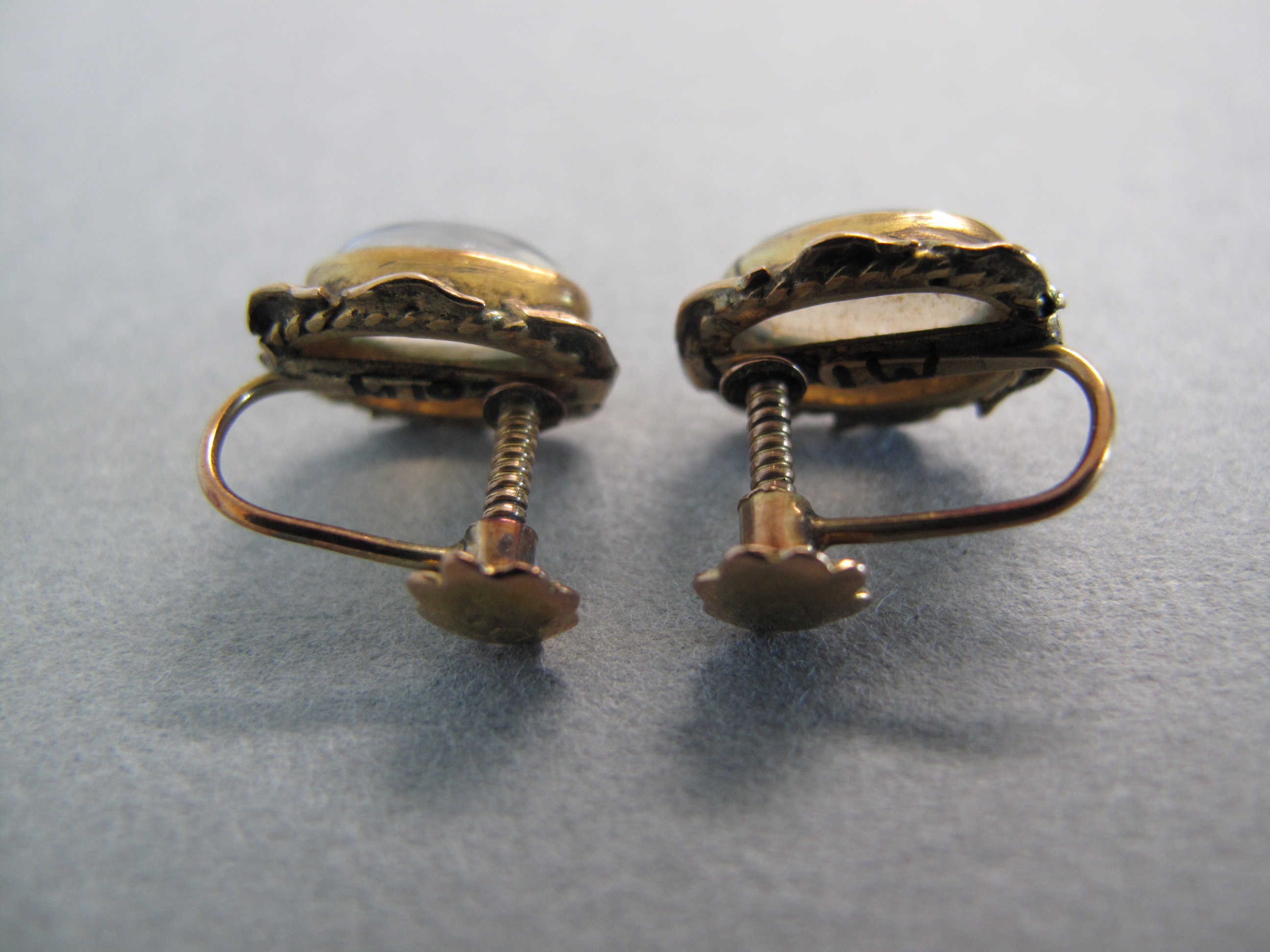
Boucles d'oreille à vis (sans perçage)

## Pratiques liées aux boucles d'oreille

### Étirement du lobe
L'étirement, élargissement du lobe porte le nom de stretch dans le milieu de la modification corporelle. Cette pratique se réalise à l'aide d'écarteurs en acrylique ou un métal, selon des règles strictes afin d'éviter de mettre sa santé en danger.
On considère que les lobes se referment jusqu'à 8-10 mm, mais cela dépend essentiellement des individus et de l'élasticité du lobe[réf. nécessaire]. On peut voir, après de nombreuses années de port de boucles d'oreille lourdes, une déchirure du lobe. Avec les années, la finesse des tiges passant dans le lobe ou le poids des boucles peuvent élargir le trou jusqu'à partager le lobe en deux. Pour éviter ce genre de phénomène, il faut être attentif à l'épaisseur de la tige passant dans le trou de l'oreille et au poids des boucles d'oreille. Les lobes écartés ou déchirés peuvent être refermés par une intervention chirurgicale.

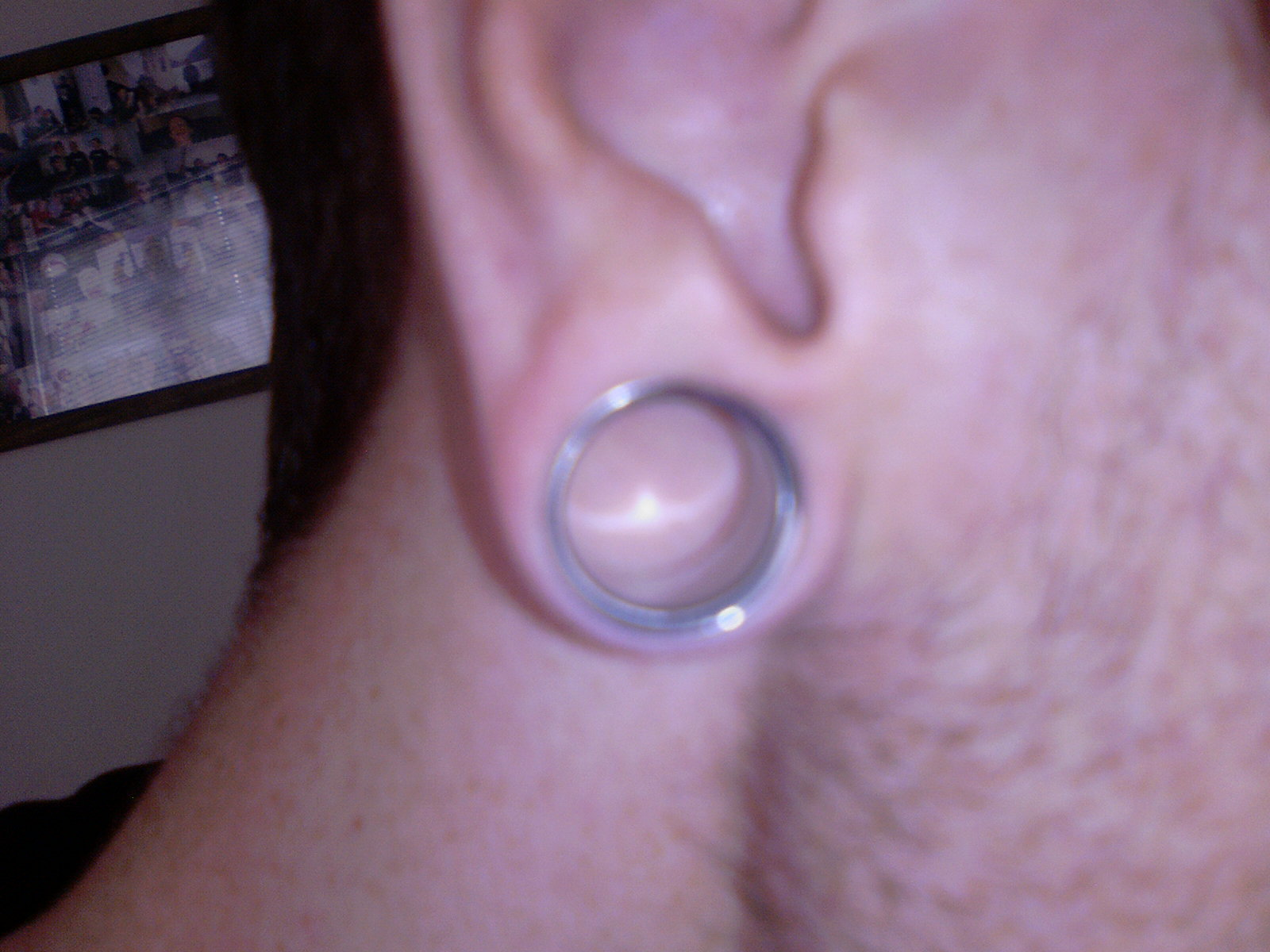
Tunnel de 16 mm.
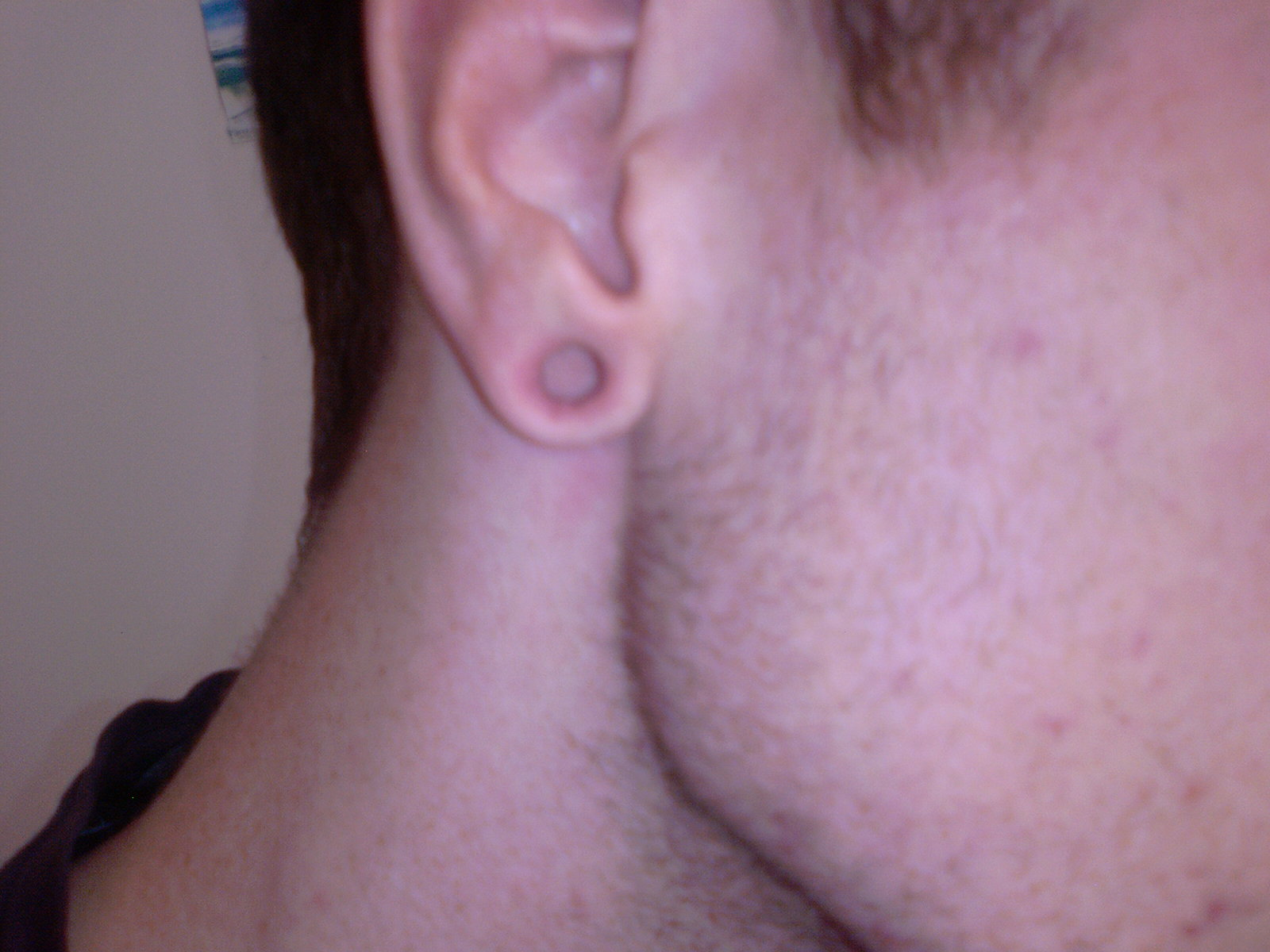
Étirement, sans bijou.
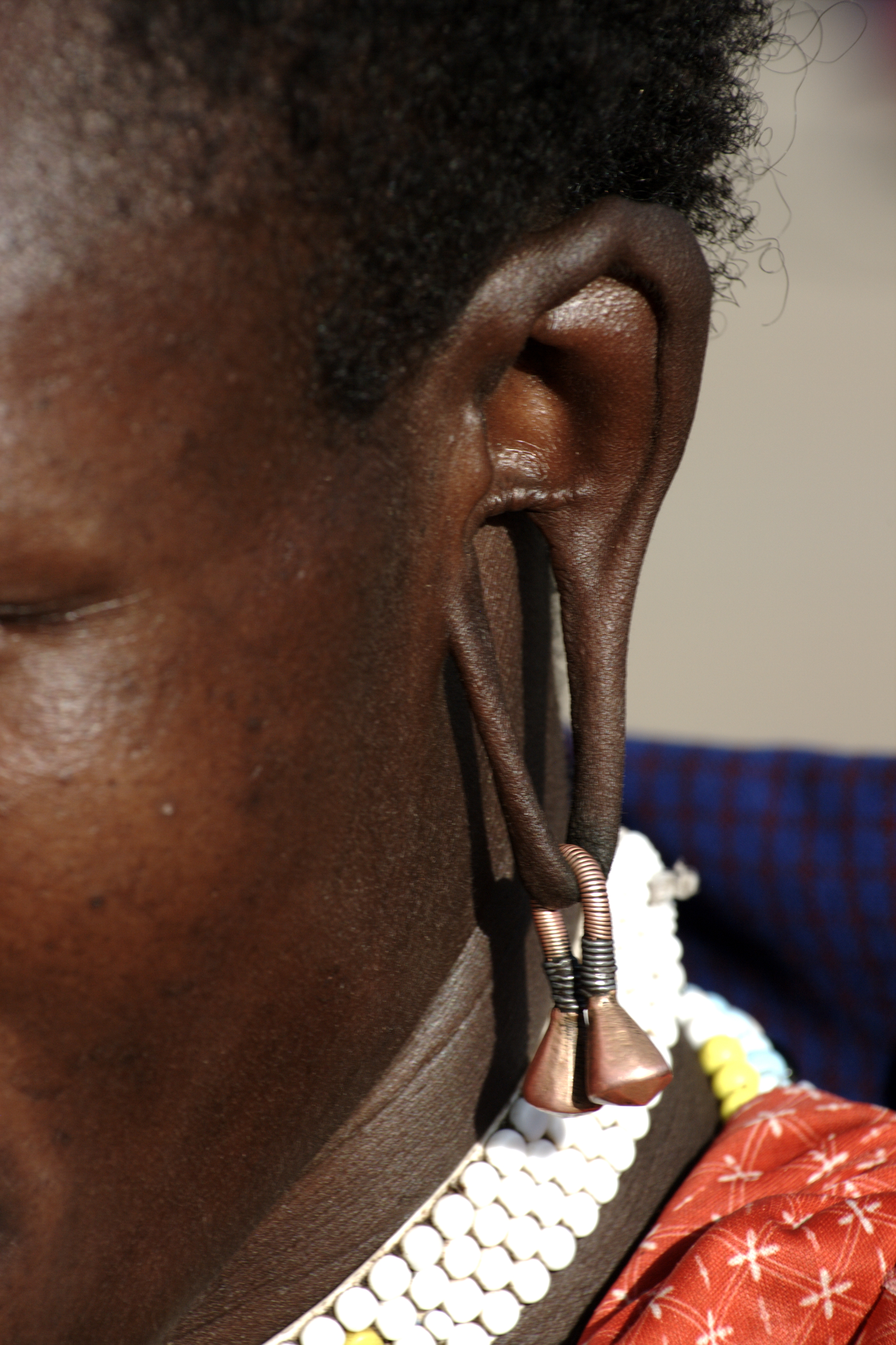
Oreille d'une femme africaine déformée par le port de lourdes boucles d'oreille.
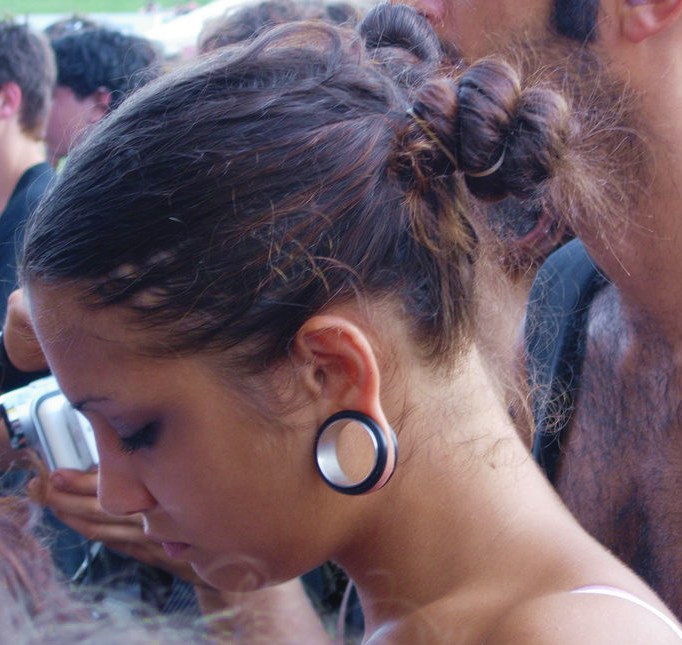
Jeune fille portant un écarteur.

### Détournement des fonctions premières

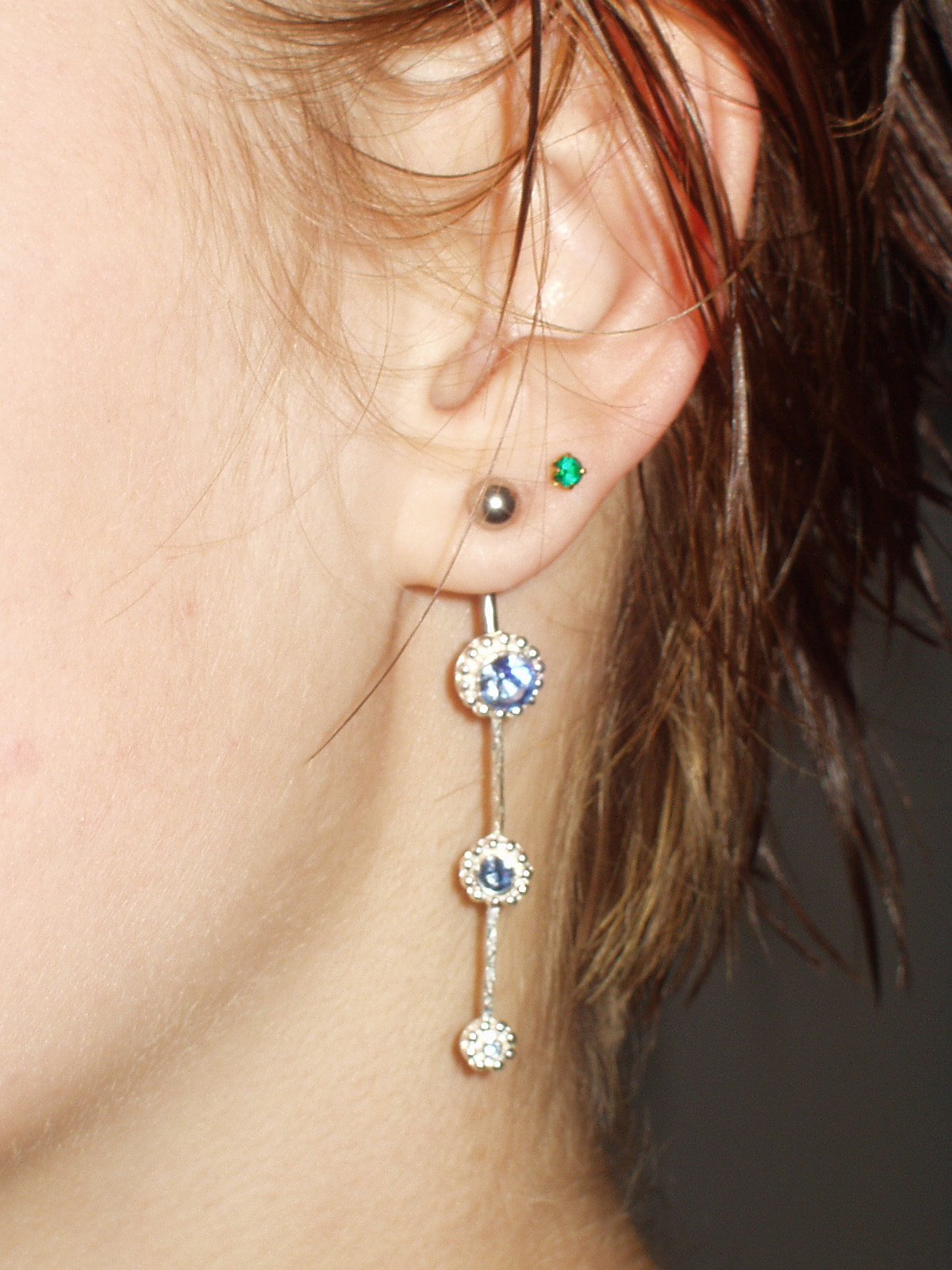
Un piercing pour le nombril et une puce d'oreille.

De nombreux piercings dédiés à d'autres parties du corps sont souvent détournés de leur utilisation première et utilisés comme boucle d'oreille. Parmi les différentes raisons qui peuvent mener à porter ces piercings à la place de boucle d'oreilles classiques, on note notamment le diamètre de ceux-ci, et en particulier la possibilité de diamètre plus gros. Les piercing de nombril et d'arcade sourcilière sont, par exemple, souvent détournés de leur usage premier. Les piercing de nombril ont une tige d'épaisseur moyenne de 16 dixièmes de millimètre et une longueur suffisante pour les mettre aisément au lobe de l'oreille (qui a une très bonne capacité de dilatation). Les piercings de sourcil également. Quant au piercing de nez, il est trop particulier pour être détourné de son usage d'origine.
- Les anneaux captifs: constitués d'un petit anneau presque entièrement fermé, il reste simplement un petit espace pour permettre l'introduction dans l'oreille. Une fois l'anneau installé, la fermeture est réalisée au moyen d'une petite bille de métal qui est insérée dans l'espace restant. Celle-ci est maintenue fermement par la tension qu'exerce sur elle le reste de l'anneau.
- Les barbels: ils sont constitués d'une tige en métal relativement fine et d'une boule à chaque extrémité. L'une est fixée de manière définitive et l'autre peut être vissée et dévissée pour permettre la pose et le retrait du bijou. Ceux-ci ressemblent beaucoup aux puces classiques.
- Les barbels circulaires sont à mi-chemin entre le barbel et l'anneau captif. Il s'agit d'un anneau captif dont l'espace a été agrandi et dont l'une des extrémités possède une boule. À l'autre extrémité, un pas de vis permet d'y insérer une autre boule, de manière analogue aux barbels classiques. Ils sont appréciés pour leur facilité à être inséré dans l'oreille, mais ne présente pas le style continu qu'offre l'anneau captif.
- Les plugs sont des piercings en forme de tunnel plein. Il s'agit ici de piercings différents des précédents car ils imposent une déformation importante du lobe de l'oreille, au vu de leur diamètre. De plus, certains ont besoin d'être entouré devant et derrière l'oreille de petits rubans de silicone (appelés O-Rings) pour les empêcher de tomber.
- Les tunnels sont analogues aux plugs mais sont creux.

### Autres piercings d'oreille

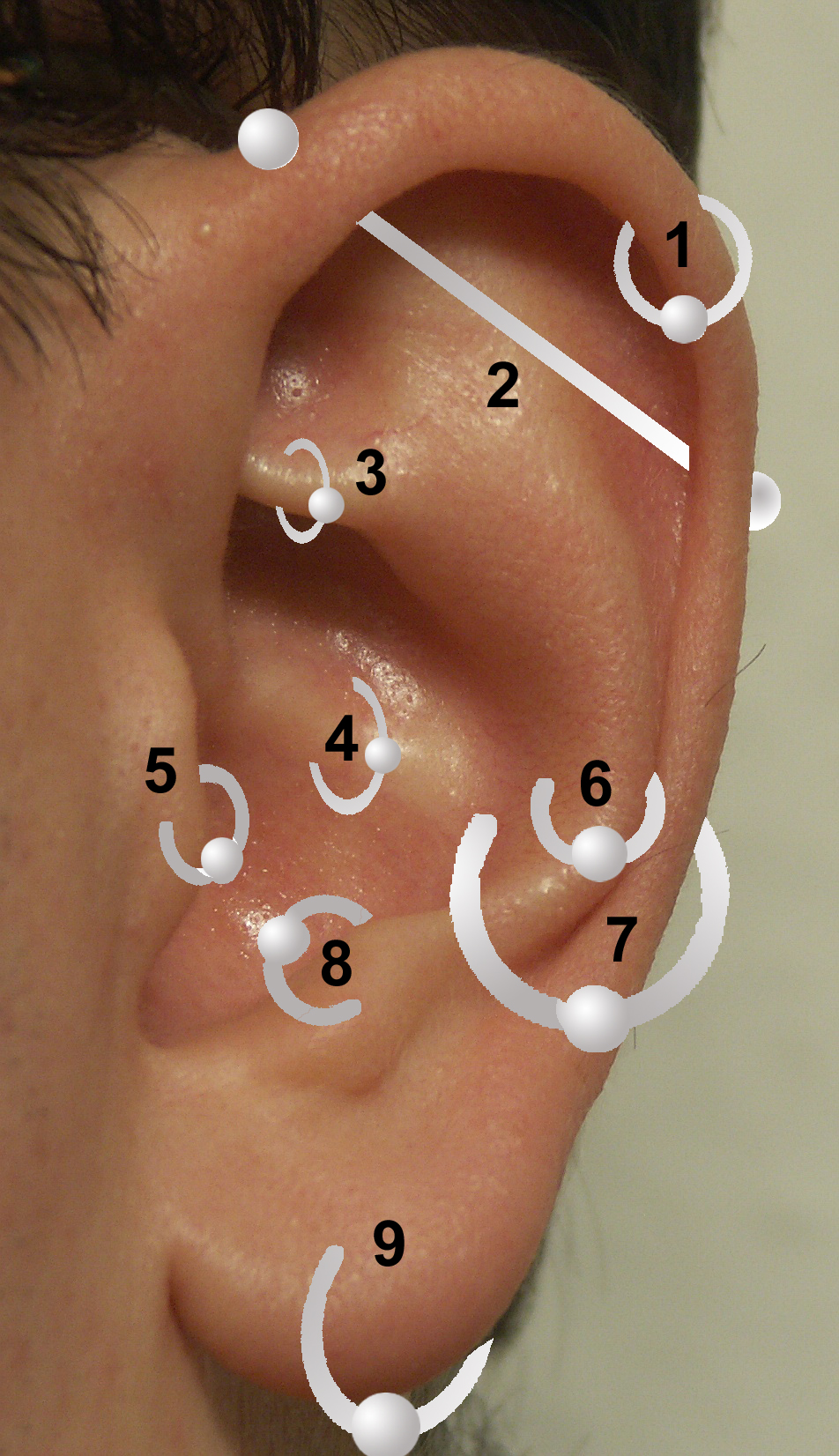
Endroits de perçages usuels

1. Helix : piercing sur le haut de l'oreille, dans le cartilage
2. Industrial : le seul piercing nécessitant deux trous, c'est une barre qui traverse l'oreille au niveau du cartilage.
3. Rook : piercing fait dans un pli de l'oreille, au-dessus du conduit auditif.
4. Daith : piercing entourant la racine de l'hélix, dans le prolongement du conduit auditif.
5. Tragus : piercing au cartilage, dans la petite zone à la sortie du conduit auditif.
6. Snug : piercing à l'extérieur du pavillon de l'oreille, sur le cartilage.
7. Conch : piercing qui traverse le cartilage de l'oreille.
8. Anti-Tragus : se situe dans le cartilage, à l'opposé du tragus (d’où son nom).
9. Lobe : emplacement classique des boucles d'oreilles, dans la partie inférieure de l'oreille, là ou il n'y a pas de cartilages.